# Châtillon-sur-Seine
Pour les articles homonymes, voir Châtillon.
Châtillon-sur-Seine est une commune française située dans le département de la Côte-d'Or, en région Bourgogne-Franche-Comté.

## Géographie

### Description

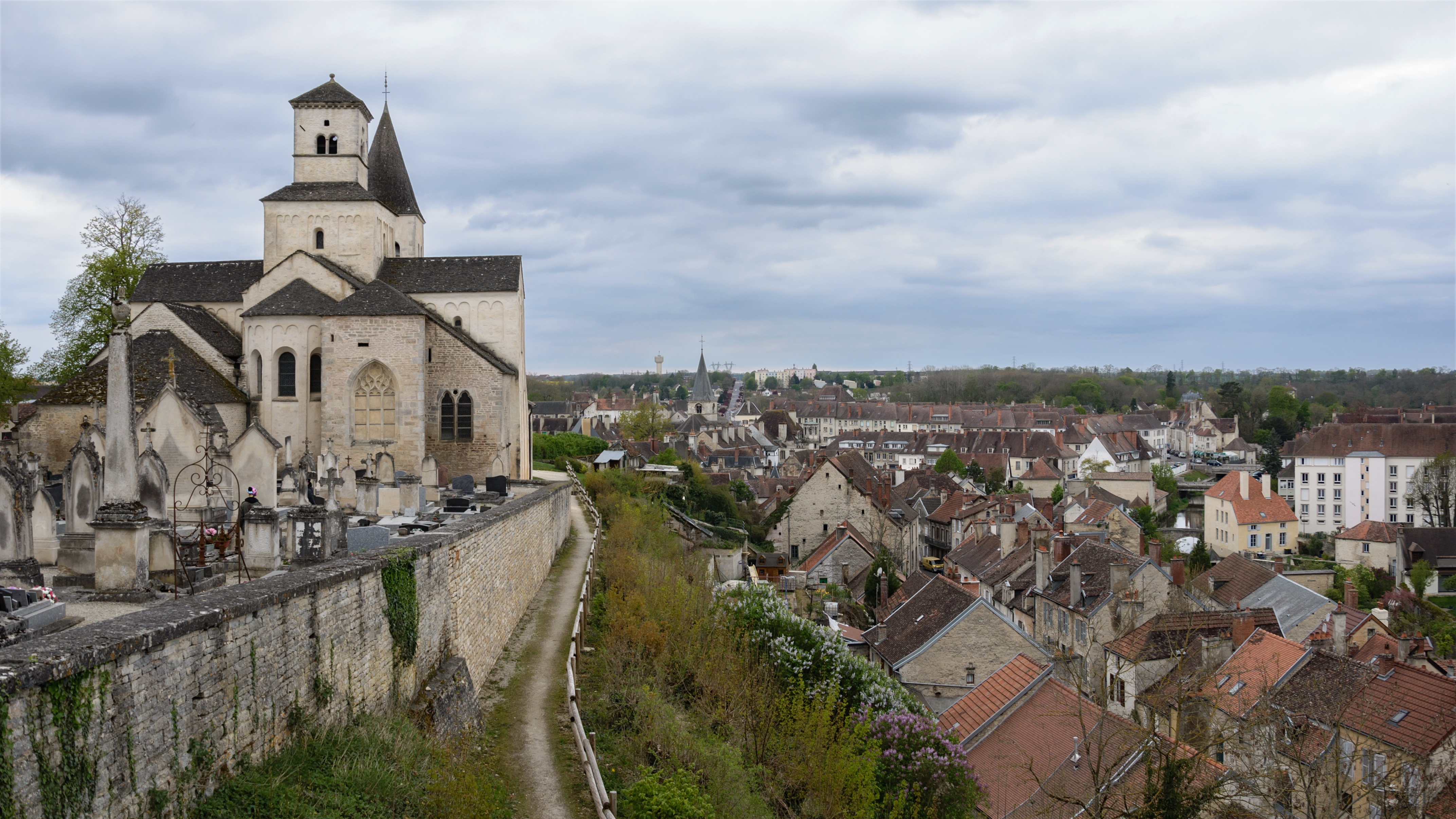
Châtillon-sur-Seine depuis Saint-Vorles.

Située sur un plateau calcaire dont le niveau moyen est supérieur à 300 m, Châtillon est une ville de la haute-vallée de la Seine qui rayonne sur la région naturelle du Châtillonnais et dont la superficie est de 33,15 km2, 
Le sous-sol fournit la pierre du Châtillonnais extraite des carrières locales (Étrochey, etc.) pour la construction. La couverture végétale indigène est essentiellement forestière et calcicole ; la culture concerne surtout les céréales, les herbages et la vigne.

### Communes limitrophes
Les communes limitrophes sont Massingy, Buncey, Prusly-sur-Ource, Sainte-Colombe-sur-Seine, Villiers-le-Duc, Maisey-le-Duc et Montliot-et-Courcelles.

### Hydrographie

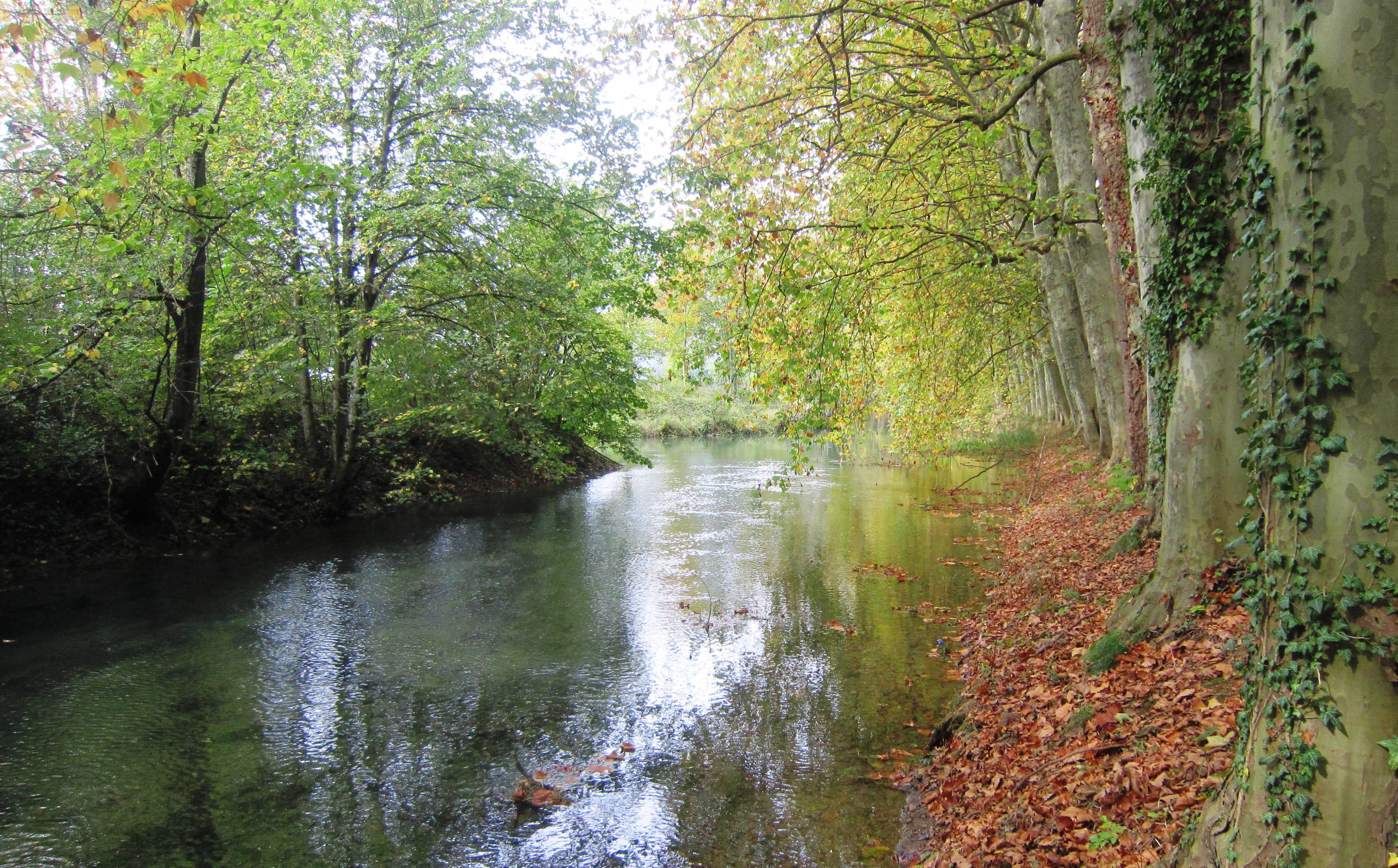
La Seine à Châtillon.

La ville est traversée par plusieurs méandres de la Seine, cours d'eau qui prend sa source à 40 km de là, sur le territoire de la commune de Source-Seine sur le plateau de Langres à 446 m d'altitude.

### Climat
Pour des articles plus généraux, voir Climat de la Bourgogne-Franche-Comté et Climat de la Côte-d'Or.
En 2010, le climat de la commune est de type climat des marges montargnardes, selon une étude du Centre national de la recherche scientifique s'appuyant sur une série de données couvrant la période 1971-2000. En 2020, Météo-France publie une typologie des climats de la France métropolitaine dans laquelle la commune est exposée à un climat océanique altéré et est dans la région climatique  Lorraine, plateau de Langres, Morvan, caractérisée par un hiver rude (1,5 °C), des vents modérés et des brouillards fréquents en automne et hiver. 
Pour la période 1971-2000, la température annuelle moyenne est de 10,2 °C, avec une amplitude thermique annuelle de 16,2 °C. Le cumul annuel moyen de précipitations est de 877 mm, avec 12,4 jours de précipitations en janvier et 8,6 jours en juillet. Pour la période 1991-2020, la température moyenne annuelle observée sur la station météorologique installée sur la commune est de 10,8 °C et le cumul annuel moyen de précipitations est de 832,8 mm,. Pour l'avenir, les paramètres climatiques de la commune estimés pour 2050 selon différents scénarios d'émission de gaz à effet de serre sont consultables sur un site dédié publié par Météo-France en novembre 2022.
| Mois                                  | jan.             | fév.            | mars           | avril         | mai           | juin          | jui.           | août           | sep.          | oct.            | nov.             | déc.            | année      |
| ------------------------------------- | ---------------- | --------------- | -------------- | ------------- | ------------- | ------------- | -------------- | -------------- | ------------- | --------------- | ---------------- | --------------- | ---------- |
| Température minimale moyenne (°C)     | −0,1             | −0,3            | 1,5            | 3,5           | 7,2           | 10,5          | 12,5           | 12,4           | 9,1           | 6,8             | 3,1              | 0,8             | 5,6        |
| Température moyenne (°C)              | 3,1              | 3,7             | 6,8            | 9,6           | 13,4          | 17            | 19,3           | 19,2           | 15,2          | 11,5            | 6,6              | 3,8             | 10,8       |
| Température maximale moyenne (°C)     | 6,2              | 7,8             | 12             | 15,7          | 19,6          | 23,4          | 26             | 25,9           | 21,3          | 16,1            | 10,2             | 6,8             | 15,9       |
| Record de froid (°C) date du record   | −22,4 09.01.1985 | −22 14.02.1956  | −18,5 01.03.05 | −7,1 09.04.03 | −4 01.05.1960 | −0,4 04.06.01 | 0,4 01.07.1962 | 1,2 26.08.1966 | −2 17.09.1971 | −8,3 30.10.1955 | −12,5 24.11.1998 | −20,6 20.12.09  | −22,4 1985 |
| Record de chaleur (°C) date du record | 18,2 12.01.1974  | 22,7 28.02.1960 | 25,6 31.03.21  | 29 22.04.1968 | 33 28.05.17   | 39,5 28.06.11 | 42,1 25.07.19  | 41,5 19.08.12  | 35,7 14.09.20 | 31,2 02.10.23   | 23 07.11.15      | 19,6 04.12.1953 | 42,1 2019  |
| Ensoleillement (h)                    | 673              | 90              | 1 478          | 1 833         | 2 005         | 2 286         | 2 345          | 215            | 176           | 1 209           | 715              | 568             | 17 922     |
| Précipitations (mm)                   | 68,2             | 59,2            | 62,2           | 61,6          | 76,3          | 66,8          | 67,2           | 62,1           | 68,2          | 81,2            | 79               | 80,8            | 832,8      |

### Milieux naturels et biodiversité

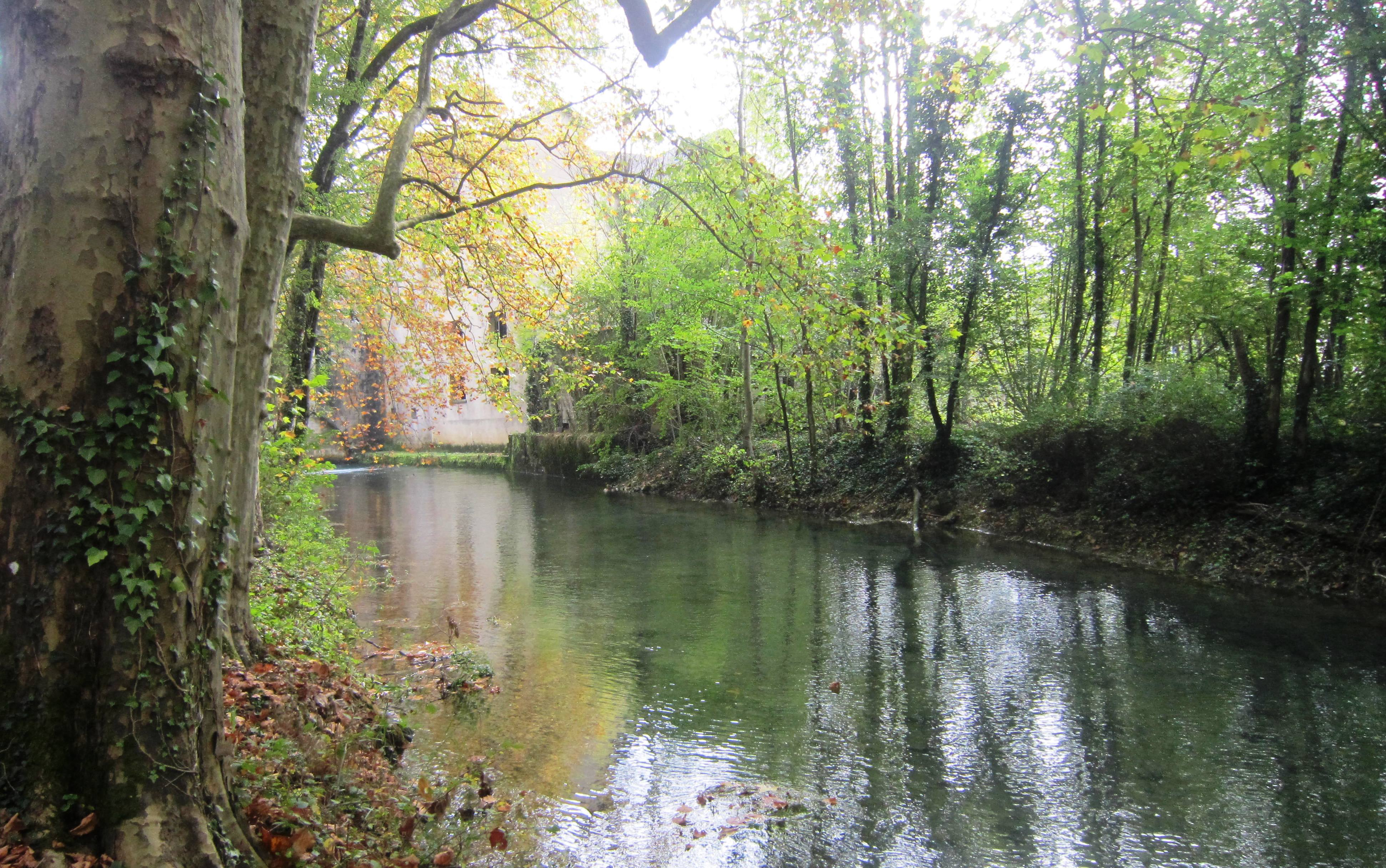
Le cours de la Seine à Châtillon.

La combe du Grand Prieur est classée zone naturelle d'intérêt écologique, faunistique et floristique.
Sa forêt, une des plus grandes forêts domaniales de Bourgogne avec 8 875 ha, contribue avec celles d'Arc-en-Barrois et d'Auberive au parc national de forêts créé en novembre 2019.

## Urbanisme

### Typologie
Au 1er janvier 2024, Châtillon-sur-Seine est catégorisée bourg rural, selon la nouvelle grille communale de densité à 7 niveaux définie par l'Insee en 2022.
Elle appartient à l'unité urbaine de Châtillon-sur-Seine, une unité urbaine monocommunale constituant une ville isolée,. Par ailleurs la commune fait partie de l'aire d'attraction de Châtillon-sur-Seine, dont elle est la commune-centre,. Cette aire, qui regroupe 60 communes, est catégorisée dans les aires de moins de 50 000 habitants,.

### Occupation des sols
L'occupation des sols de la commune, telle qu'elle ressort de la base de données européenne d'occupation biophysique des sols Corine Land Cover (CLC), est marquée par l'importance des territoires agricoles (77,6 % en 2018), en diminution par rapport à 1990 (78,6 %). La répartition détaillée en 2018 est la suivante : 
terres arables (70 %), forêts (10,5 %), zones urbanisées (8,5 %), prairies (4,3 %), zones agricoles hétérogènes (3,3 %), zones industrielles ou commerciales et réseaux de communication (2,3 %), espaces verts artificialisés, non agricoles (1,1 %). L'évolution de l’occupation des sols de la commune et de ses infrastructures peut être observée sur les différentes représentations cartographiques du territoire : la carte de Cassini (XVIIIe siècle), la carte d'état-major (1820-1866) et les cartes ou photos aériennes de l'IGN pour la période actuelle (1950 à aujourd'hui).

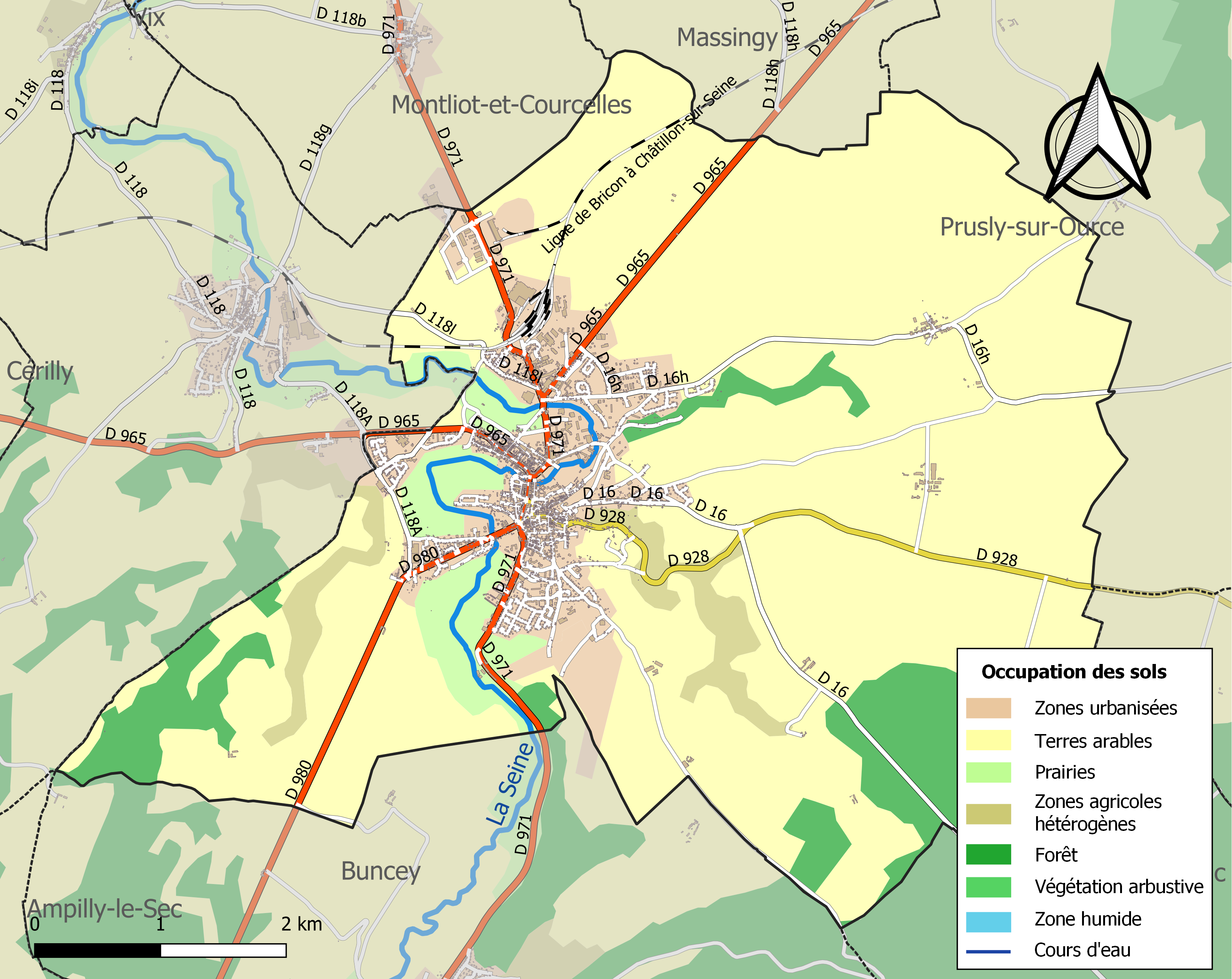
Carte des infrastructures et de l'occupation des sols de la commune en 2018 (CLC).

### Habitat et logement
En 2018, le nombre total de logements dans la commune était de 3 161, alors qu'il était de 2 990 en 2013 et de 2 991 en 2008.
Parmi ces logements, 82,6 % étaient des résidences principales, 2,6 % des résidences secondaires et 14,8 % des logements vacants. Ces logements étaient pour 47,4 % d'entre eux des maisons individuelles et pour 51,7 % des appartements.
Le tableau ci-dessous présente la typologie des logements à Châtillon-sur-Seine en 2018 en comparaison avec celle de la Côte-d'Or et de la France entière. Une caractéristique marquante du parc de logements est ainsi une proportion de résidences secondaires et logements occasionnels (2,6 %) inférieure à celle du département (5,6 %) et à celle de la France entière (9,7 %). Concernant le statut d'occupation de ces logements, 50,3 % des habitants de la commune sont propriétaires de leur logement (49,8 % en 2013), contre 59,9 % pour la Côte-d'Or et 57,5 % pour la France entière.
| Typologie                                               | Châtillon-sur-Seine | Côte-d'Or | France entière |
| ------------------------------------------------------- | ------------------- | --------- | -------------- |
| Résidences principales (en %)                           | 82,6                | 86        | 82,1           |
| Résidences secondaires et logements occasionnels (en %) | 2,6                 | 5,6       | 9,7            |
| Logements vacants (en %)                                | 14,8                | 8,4       | 8,2            |

### Voies de communication et transports

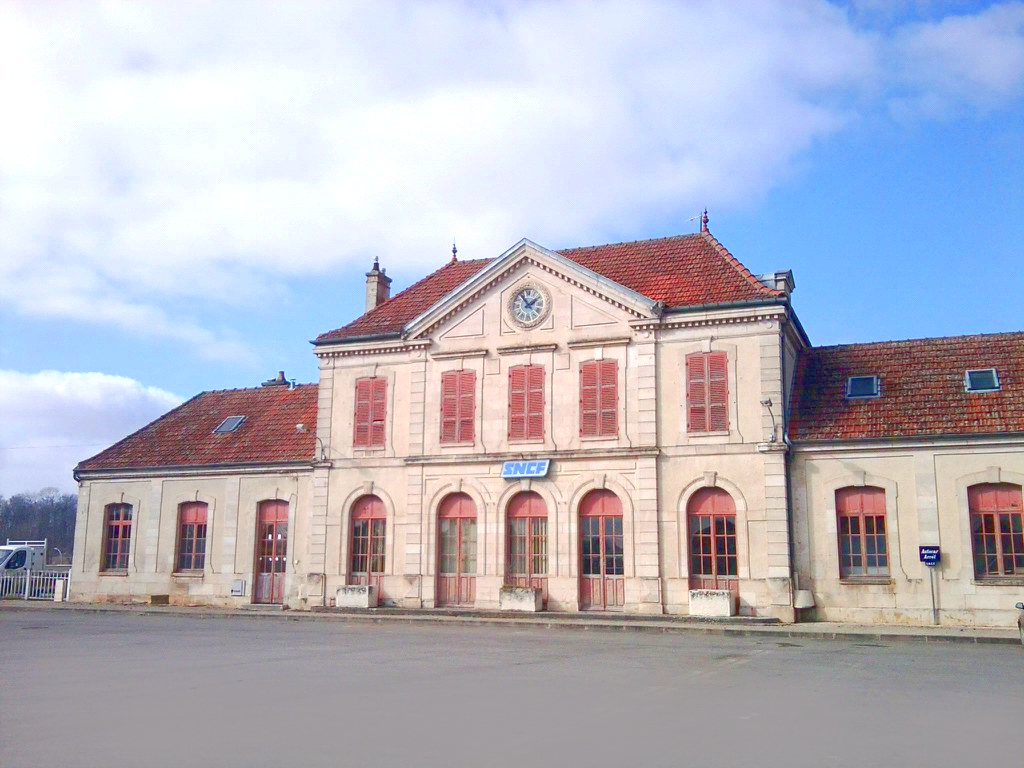
Place de la gare.

La ville est au cœur d'un nœud routier important et est avantagée par sa proximité avec les autoroutes A5 et A6. Elle se trouve à :
- 234 km de Paris (2 h 45) ;
- 83 km de Dijon (1 h 15) et 68 km de Troyes (1 h) par l'ancienne RN 71 (actuelle RD 971) ;
- 58 km de Chaumont (1 h), 83 km d'Auxerre (1 h 15) et 49 km de Tonnerre (40 min) par l'ancienne  RN 65 (actuelle RD 965) ;
- 75 km de Langres (1 h) par l'ancienne RN 428 (actuelle RD 928) ;
- 33 km de Montbard (30 min) par l'ancienne RN 80 (actuelle RD 980).

Depuis le déclassement du service voyageurs de la gare de Châtillon-sur-Seine, le réseau Transco, devenu Mobigo le 1er janvier 2018, assure les navettes vers Dijon, Montbard et Troyes. On peut ainsi se rendre à Paris en 1 h 50 par la gare TGV de Montbard et le bus de ligne Châtillon-sur-Seine - Montbard. Le réseau ferré reste cependant utilisé par l'industrie du bois et celle des céréales.
Les aéroports les plus proches sont ceux d'Auxerre-Branches à 78 km et de Dijon Bourgogne-Longvic à 79 km. L'aérodrome de Châtillon-sur-Seine se trouve en bordure de la ville de Châtillon et est utilisé par l'Aéroclub du Châtillonnais.

## Toponymie
Châtillon serait un dérivé, du bas latin castellum, diminutif de castrum, accompagné du suffixe -ionem. Castrum désigne d’abord tous les types de forteresse, depuis le simple donjon jusqu’à l'enceinte urbaine, puis se spécialise dans le sens de « château fort » et se réduit ensuite à celui de « grande maison de plaisance ».[réf. nécessaire]
Le nom Châtillon-sur-Seine est attesté depuis au moins le 25 mai 1490 avec des variantes orthographiques telles que "Chatillon-sur-Senne" ou encore "Chastillon-sur-Seine".[réf. nécessaire]
La commune de Châtillon prend le nom de Châtillon-sur-Seine en 1801.

## Histoire

### Protohistoire et Antiquité
La région compte de nombreux vestiges d'occupation aux époques préhistoriques, préceltique, celtique et gallo-romaine : grottes, pierres levées et surtout l'oppidum du Mont Lassois, un important centre d’habitat à l’âge du bronze qui est l'objet actuel de recherches et de fouilles, situé à 6 km de la ville. La peuplade gauloise qui occupe la région lors de l'invasion romaine, les Lingons, adhère rapidement à la colonisation et Châtillon, une des trois place-fortes (Castell) de leur territoire du Lassois semble alors déjà au croisement stratégique de nombreuses routes. Des photographies aériennes prises le 28 juin 1976 révèlent les traces d'un site archéologique composé de structures quadrangulaires et circulaires pouvant être d'origine funéraire d'époque gallo-romaine. L’agglomération est ravagée par les Vandales au IIIe siècle.

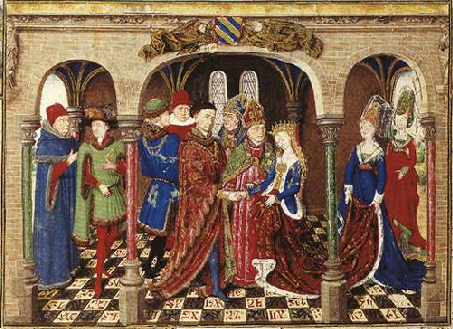
Roman de Girart de Roussillon, (Bibliothèque nationale autrichienne).

### Moyen Âge
La crypte de l'église Saint-Vorles contient encore un oratoire réputé fondé par saint Didier aux premiers siècles de notre ère et les premières « écoles » dateraient du VIe siècle. Au VIIIe siècle les populations se déplacent sur l'actuel site de la ville et fortifient la colline du Castell qui donne son nom à Châtillon. Sous les Carolingiens l'histoire de la région est marquée par la figure quasi-légendaire du comte palatin Girart de Roussillon. En 886 Gilon de Tournus, évêque de Langres fait transférer de Marcenay à Châtillon les reliques de Saint Vorles afin de les mettre à l’abri des invasions normandes qui ravagent une partie du pays. Epargné, Châtillon devient alors un lieu important de pèlerinage et le centre politique, économique et religieux du Lassois. La ville actuelle est alors composée de deux agglomérations « Chaumont », dépendant des comtes de Bourgogne, et « le Bourg », dépendant des évêques de Langres. Au Xe siècle, avec les premiers Valois, le Bourg devient le siège du « bailliage de la Montagne », véritable capitale d'une région prospère où la laine des moutons alimente la draperie châtillonnaise alors que la sidérurgie se développe.

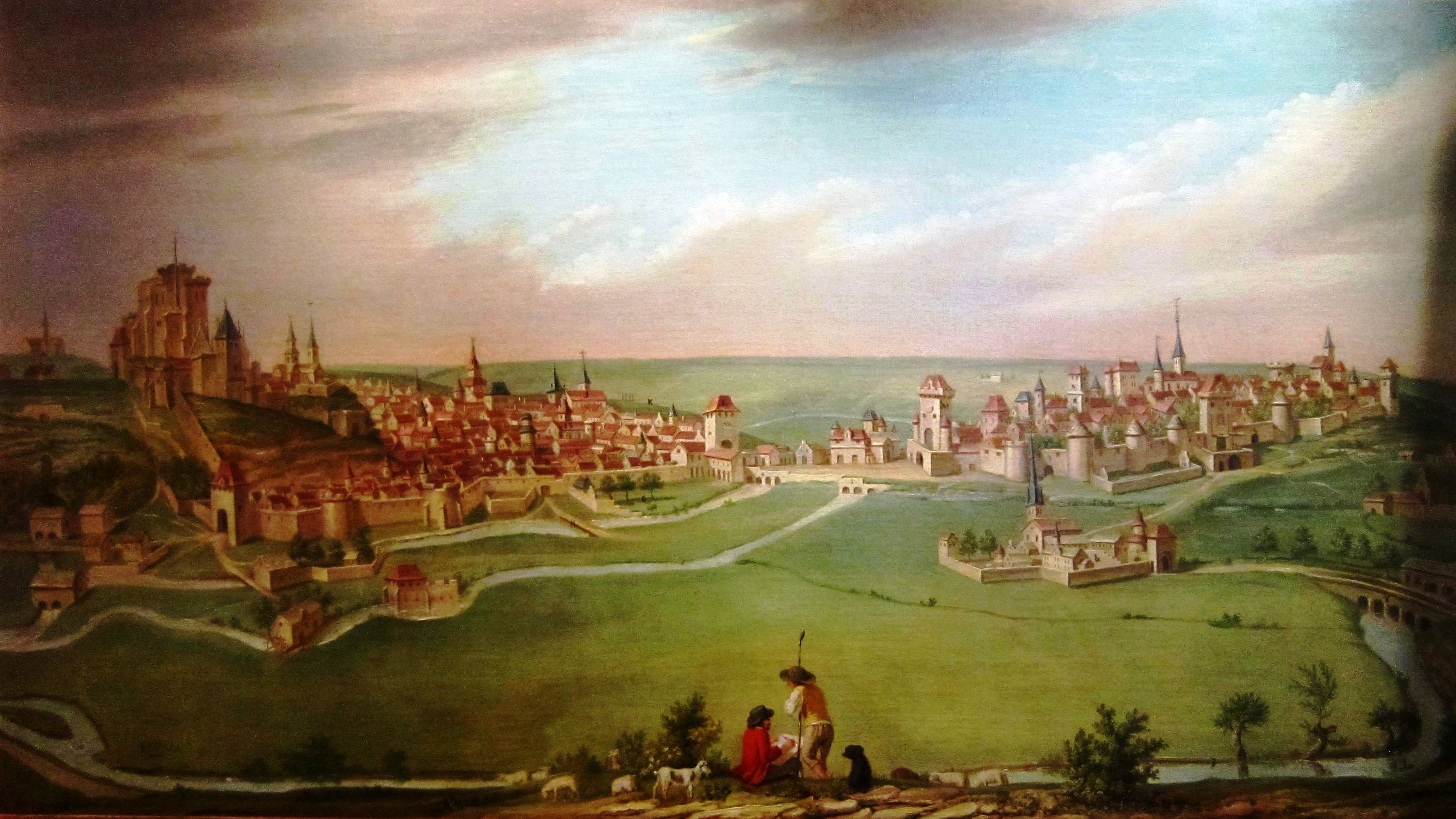
Châtillon-sur-Seine au Moyen Âge : Chaumont à gauche, le bourg à droite, au centre la Seine et ses deux bras.

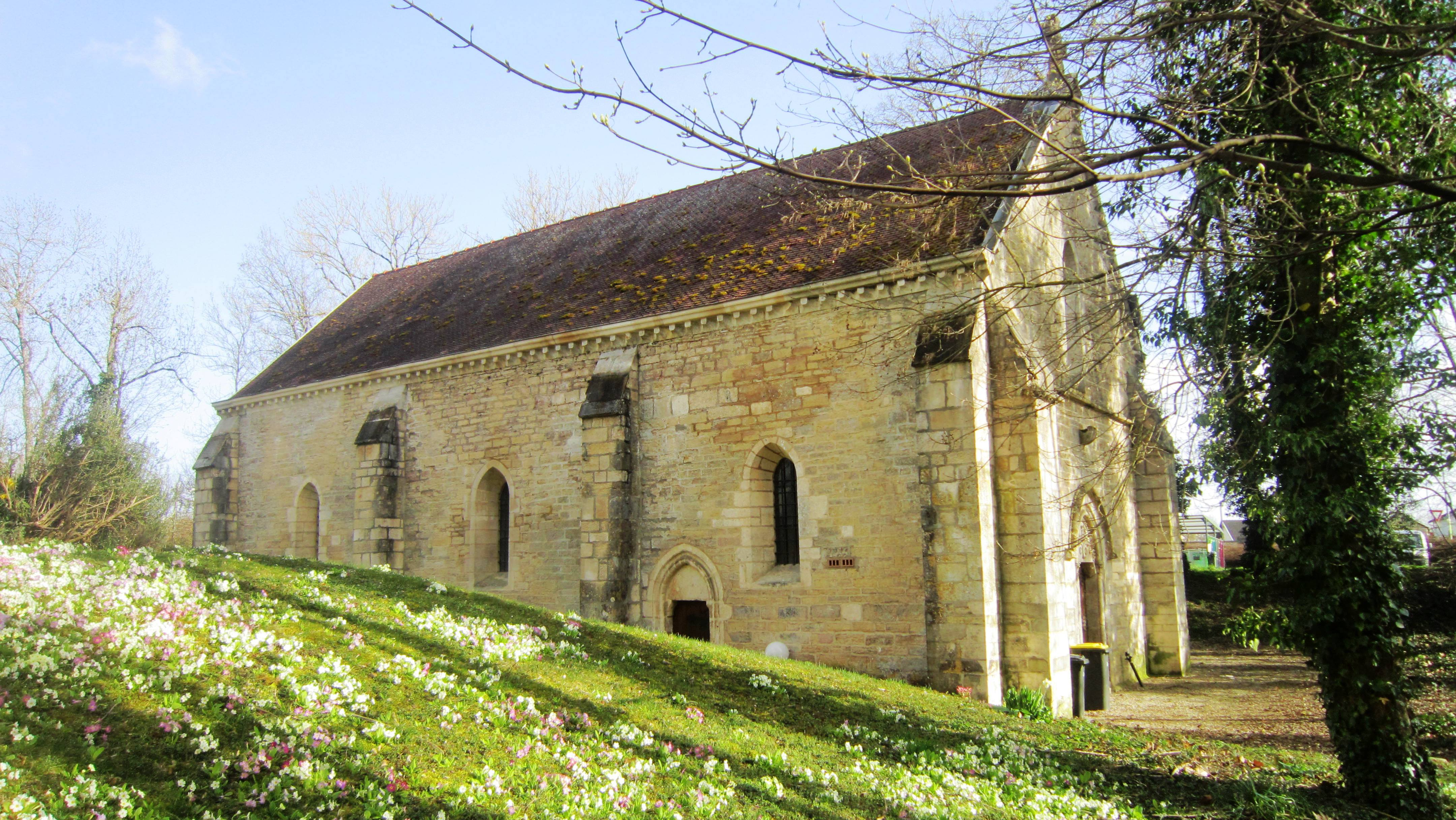
La chapelle templière saint-Thibault.

Dès le XIe siècle, son développement industriel en fait une des 17 villes de loi du royaume où marchands et industriels gouvernent eux-mêmes librement leur activité : pendant 600 ans, le commerce des laines et tapisseries du faubourg de Courcelles concurrence celui de Troyes. À partir de 1168, avec l'aval de l'évêque de Langres, la ville se dote de deux systèmes de fortifications : une au nord pour le quartier de Chaumont, l'autre au sud pour le quartier du Bourg. Les deux enceintes appartenant l'une aux Bourguignons (Chaumont), où le chancelier Nicolas Rolin est propriétaire d'une maison forte et l'autre (le Bourg) appartenant à l'évêque de Langres perdurent pendant tout le Moyen Âge. Châtillon est alors constituée de deux entités souvent rivales et au caractère bien marqué séparées par les méandres de la Seine : la première très active, assez fruste et volontiers guerrière, la seconde plus éminemment intellectuelle.
En 1184, Châtillon est assiégée et prise par Philippe Auguste, qui fait prisonnier Eudes III, le fils ainé du duc de Bourgogne, Hugues III.
De grandes figures monastiques favorisent la prolifération d'établissements religieux avant l'extension des cisterciens de Saint Bernard : les bénédictins à Châtillon et Molesme avec saint Robert, les chartreux à Lugny avec saint Bruno, les chanoines réguliers à Châtillon et Oigny, les Templiers et Hospitaliers à Bure, Châtillon, Épailly et Voulaines ; enfin un ordre original, chef d'ordre, au Val des Choues. L'abbaye Notre-Dame est fondée en 1136 sous l'impulsion de saint Bernard qui fit ses études à Saint-Vorles avant de rejoindre saint Robert à Molesme. Saint-Vorles devient alors église paroissiale. La guerre de Cent Ans ravage ensuite la région et, le 15 juillet 1475, Châtillon est quasi détruite par les troupes françaises.

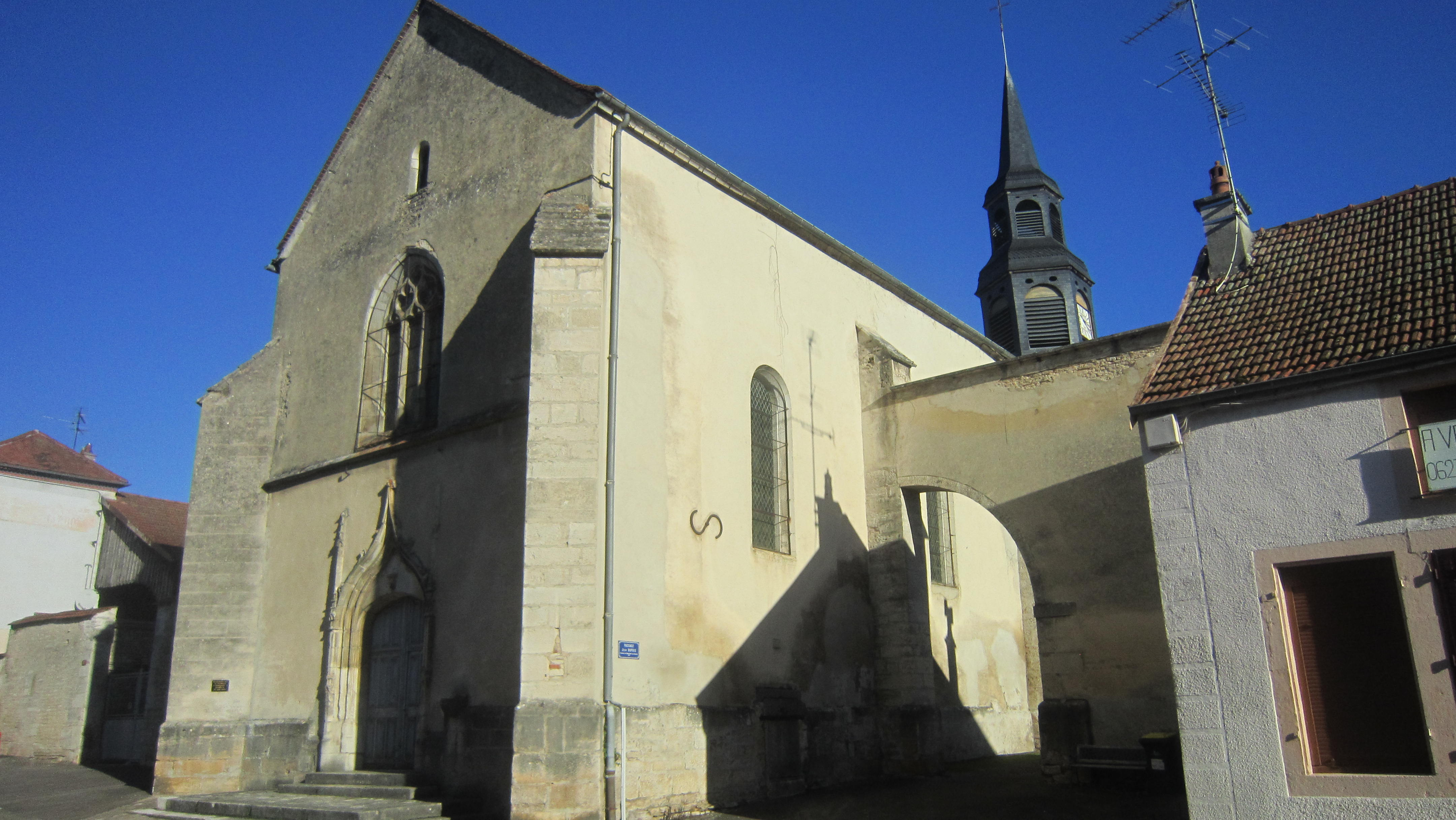
Église Saint-Jean.

### Temps modernes

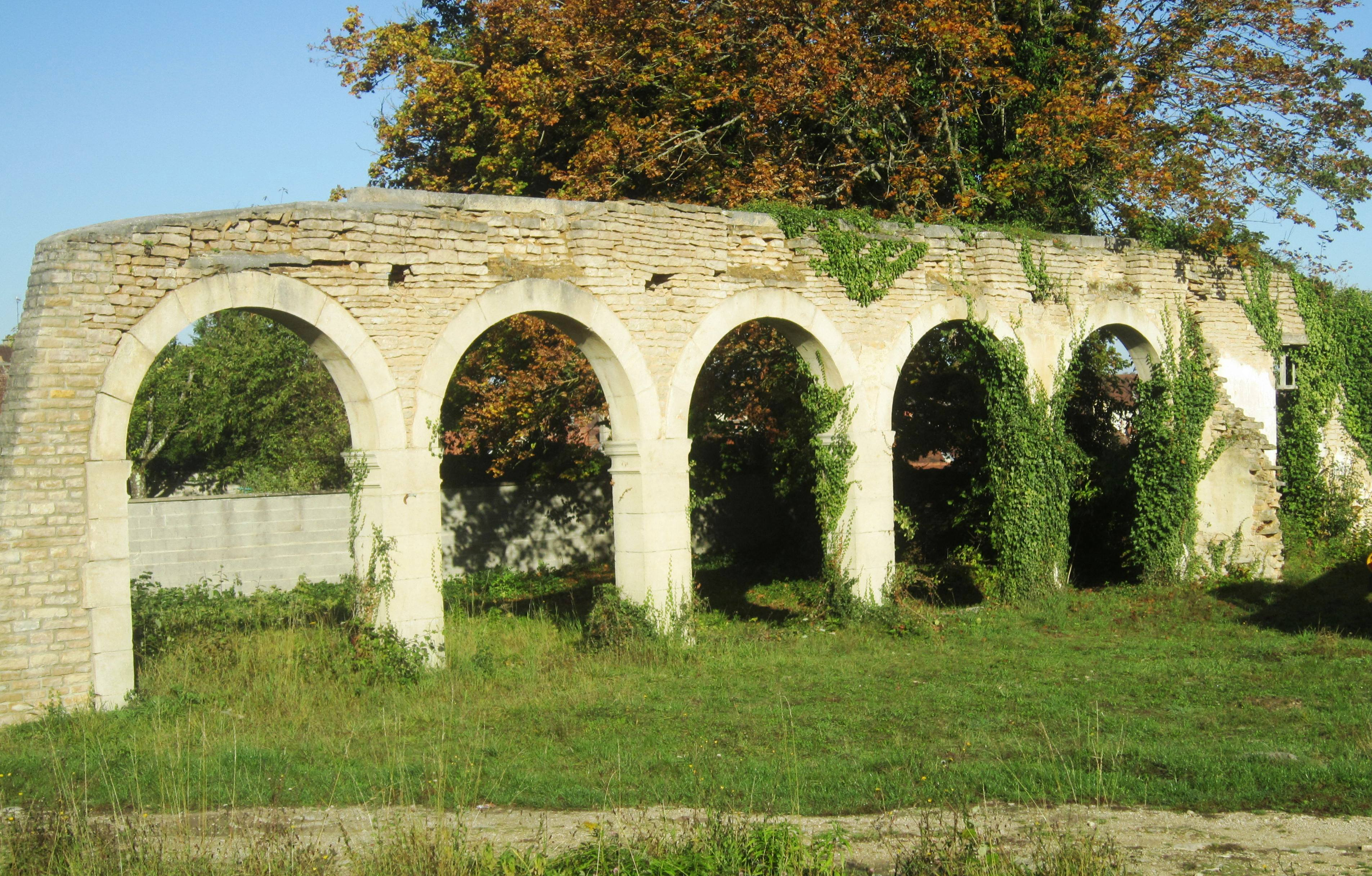
Vestiges du collège dans le quartier des Ursulines.

Dès les premières années du XVIe siècle Châtillon prend le parti des ligueurs de la Sainte Union. Pour appuyer la Contre-Réforme l'église Saint-Jean est construite et inaugurée en 1551. En 1576, la ville est pillée par les troupes huguenotes du duc d'Alençon et la peste sévit en 1583, 1595. Entre les deux bras de la Seine un nouveau quartier reliant Bourg à Chaumont, dit de la rue des Ponts, élève ses propres remparts à partir de 1586. En 1594, les deux bourgs réunis élisent un maire commun et trois ans plus tard la population décide le démantèlement du château. Les trois remparts sont alors unifiés avec la construction de bastions dont il demeure encore quelques vestiges malgré les démantèlements qui ont suivi la Révolution.
L'autorité monarchique est restaurée par Henri IV au prix des libertés locales et de la démolition des forteresses, vite remplacées par des châteaux d'agrément (Autricourt, Montigny-sur-Aube). Avec la Ligue le bourg médiéval a vécu, une autre architecture émerge et de nouveaux espaces apparaissent tel le mail du cours l'abbé devant l'abbaye Notre-Dame à la fin du XVIIe siècle. Couvents et abbayes d'hommes et de femmes prolifèrent mais certaines perdent leur âme avec les abbés commendataires. En 1638, la réunion des deux bourgs est confirmée par un traité de Louis XIII, roi de France. Louis XIV visite Châtillon le 26 avril 1650 mais la centralisation du pouvoir au cours de ce XVIIe siècle entraîne la perte progressive des particularités administratives qui faisaient le dynamisme de la cité. Le premier collège communal qui ouvre en 1664 pérennise une tradition intellectuelle et caritative particulièrement riche et active mais dans bien des domaines Chatillon s'est renfermée sur une survie autarcique quand la Révolution éclate.
Le 5 novembre 1704, l'ordre des Hospitalières est installé à Châtillon-sur-seine par Mlle Jeanne Bonnot, descendante des seigneurs de Cormaillon. Les Hospitalières de Châtillon sont une colonie de l'hôpital Notre-Dame de la Charité de Dijon. Marie Donguy en est la première supérieure.

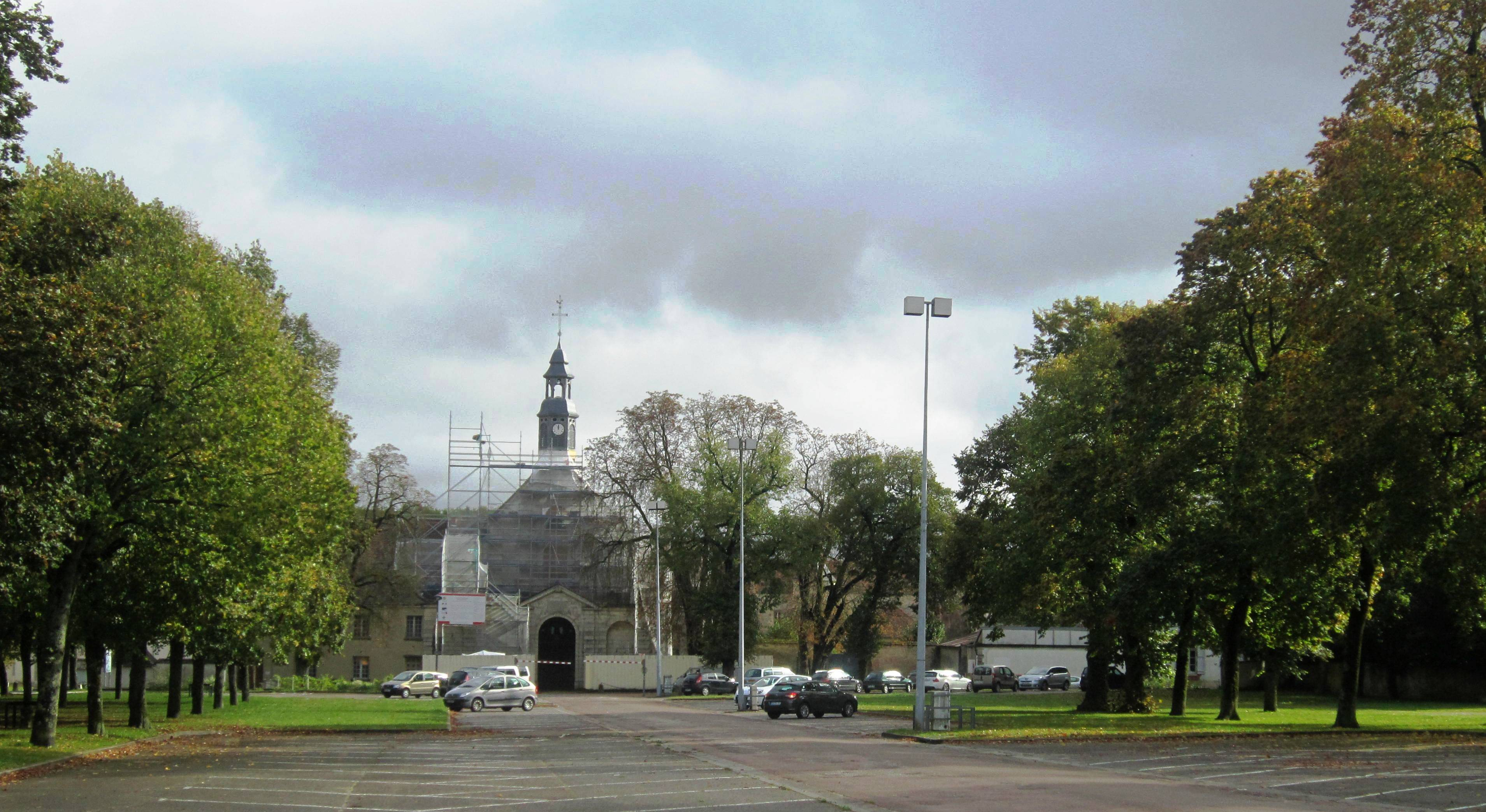
Perspective du cours l'Abbé vers l’ancienne abbaye Notre-Dame.

### Révolution française et Empire
La Révolution française n'est pas très virulente ; beaucoup de nobles conservent leurs biens et la vente des domaines monastiques profite aux familles déjà bien nanties. En 1790, la ville devient le chef-lieu du district de Châtillon-sur-Seine puis en 1800 celui de l'arrondissement de Châtillon-sur-Seine qui n'est supprimé qu'en 1926. À la fin du Premier Empire, la ville accueille du 7 février au 11 mars 1814 les négociations entre les ambassadeurs des souverains alliés et le représentant de Napoléon Ier, Caulaincourt au congrès de Châtillon. Cette période de son histoire vaut à Châtillon en 2021 le label de "Ville impériale".

### Époque contemporaine
En 1822 le maréchal Marmont, châtelain de Châtillon, entreprend de moderniser la fonderie de Sainte-Colombe ouvrant la voie au développement sidérurgique de la région via la compagnie des forges de Châtillon-Commentry et Neuves-Maisons à partir de 1862 mais l'utilisation du coke et l'importation des marchandises étrangères pénalisent cette économie qui vaut au Châtillonnais un patrimoine industriel de premier ordre et un bâti de grande qualité en matière d'églises, de mairies, d'écoles et de résidences bourgeoises. Après 1880, seuls les sites de Sainte-Colombe et les forges de Chenecières survivent en dépit de la construction du chemin de fer qui ne suffit pas à enrayer la crise.
Pendant la Guerre franco-allemande de 1870, le 19 novembre 1870, à Châtillon-sur-Seine, les troupes de l'Armée des Vosges commandées par Ricciotti Garibaldi surprennent les Prussiens avec des francs-tireurs. Quatre-vingts Allemands sont tués et deux cents faits prisonniers. Les Prussiens se livrent à des représailles et des exactions : meurtres, pillages, prises d'otages, réquisitions et autres humiliations.
La ville est desservie par le chemin de fer avec la mise en service en 1864  par la Compagnie des chemins de fer de l'Est de la gare de Châtillon-sur-Seine desservie par les trains de la ligne de Nuits-sous-Ravières à Châtillon-sur-Seine, puis en 1866, par ceux de la ligne de Bricon à Châtillon-sur-Seine et enfin en 1868/1882 par ceux de la ligne de Saint-Julien (Troyes) à Gray, facilitant les déplacements des personnes, le trafic des marchandises et notamment celui induit par la fonderie. S'y rajoute de 1891 à 1933 ceux de la ligne de chemin de fer secondaire à voie métrique reliant Châtillon à Aignay-le-Duc

Le chemin de fer à Châtillon-sur-Seineau début du XXe siècle
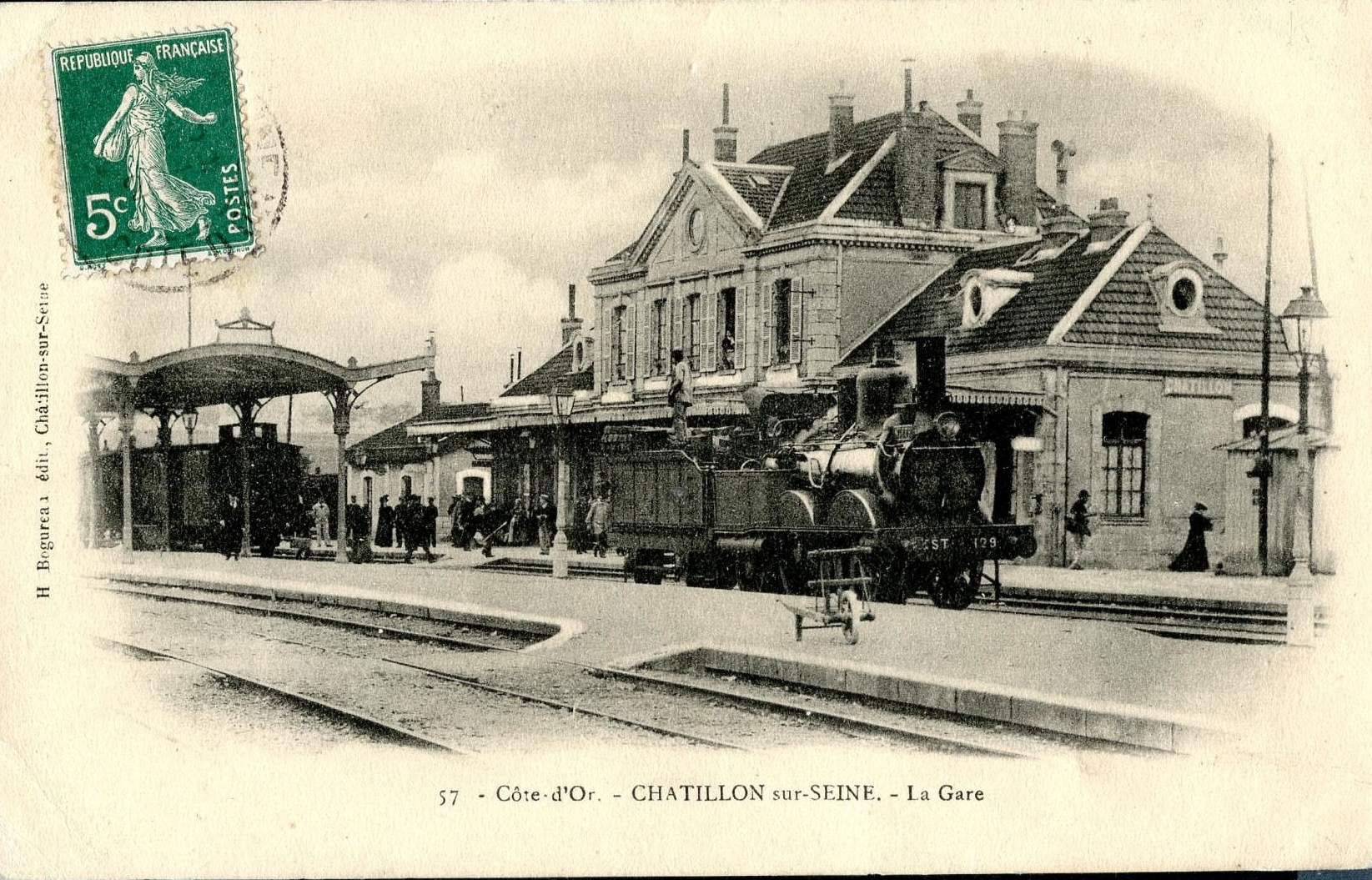
La gare
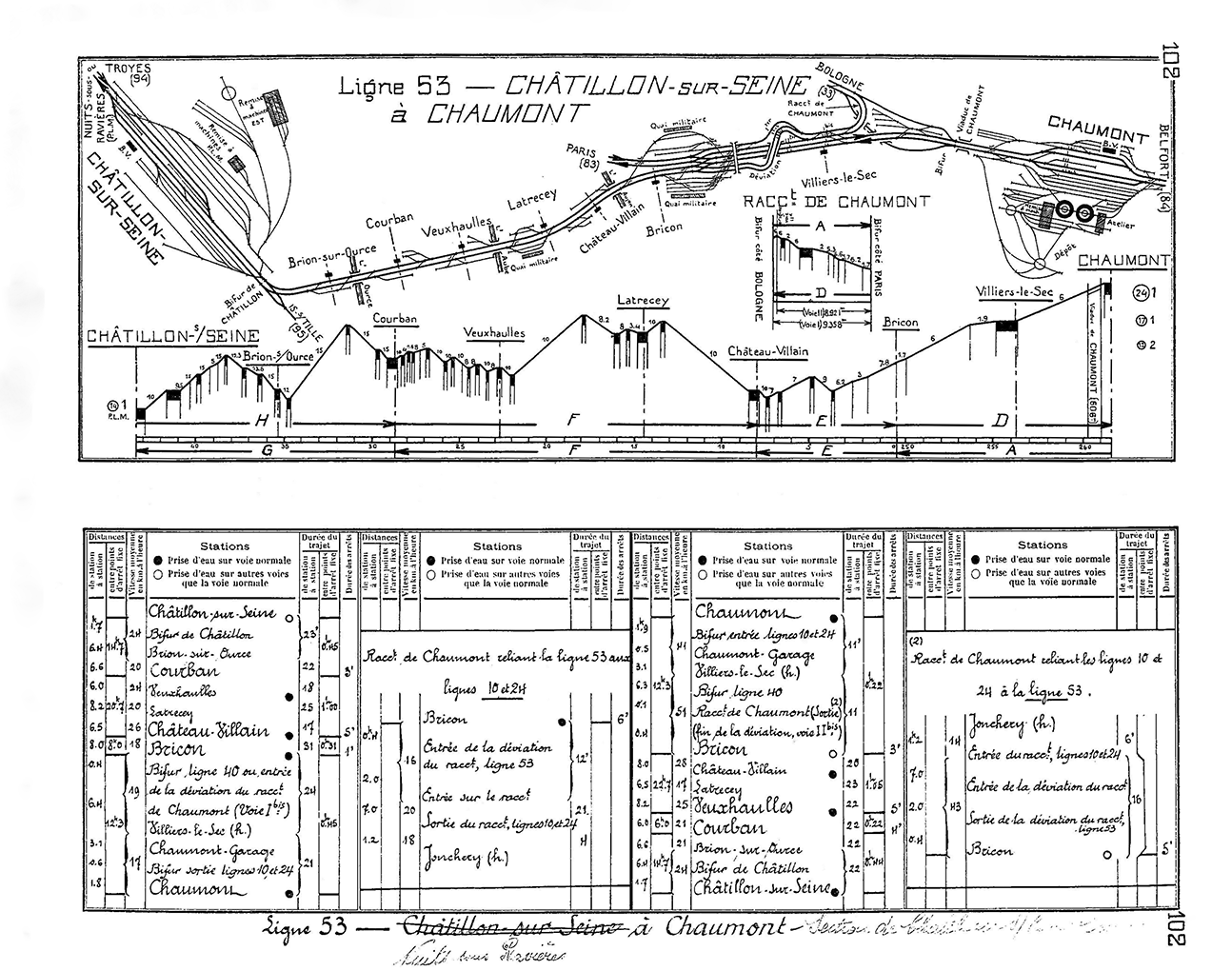
Schéma de la section de Châtillon à Chaumont en 1933, avec les installations de la gare...
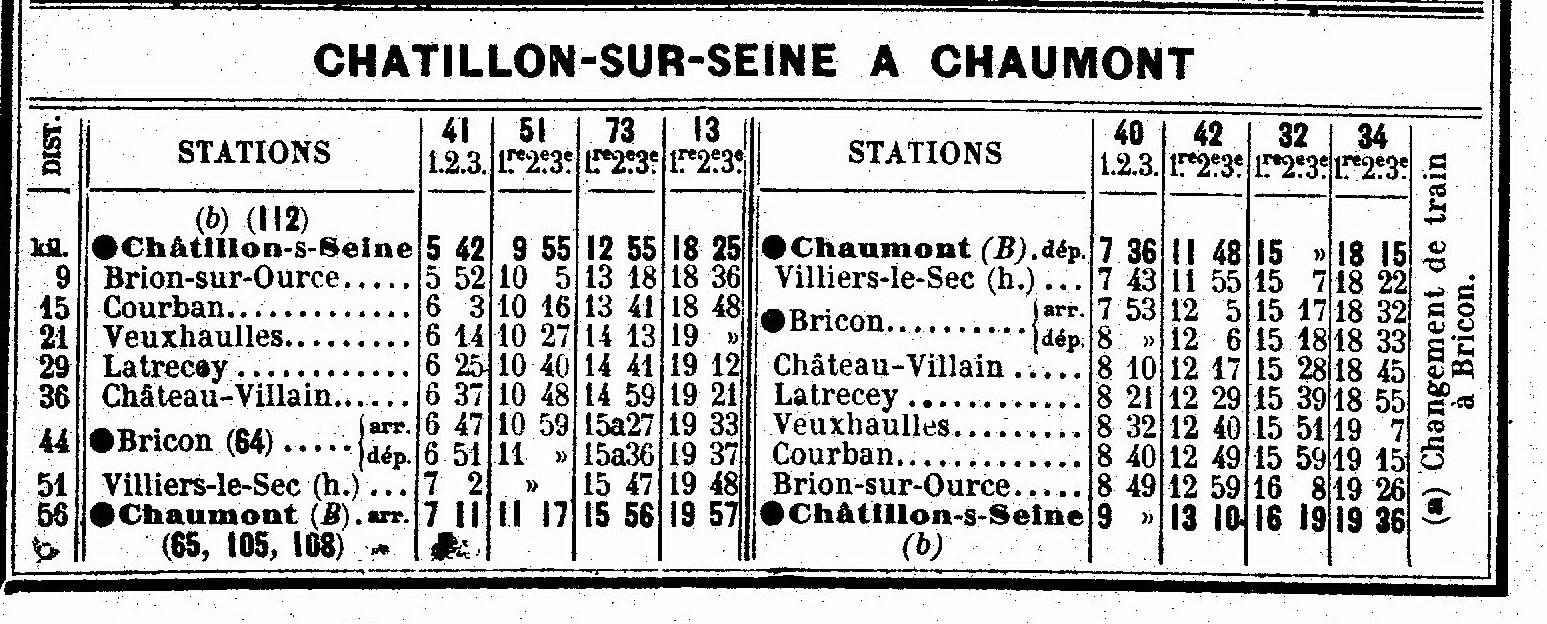
... et ses horaires en mai 1914
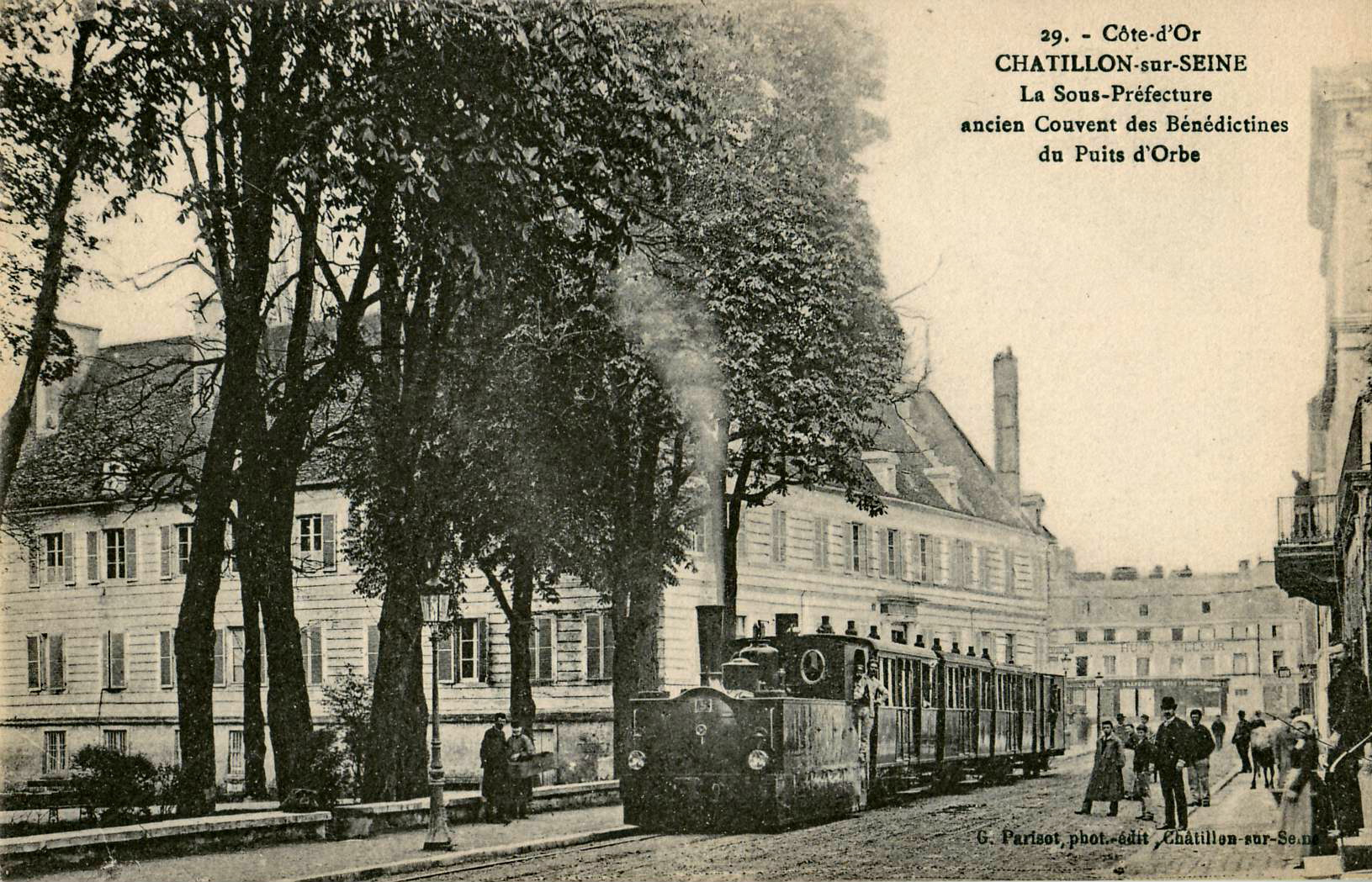
Le chemin de fer secondaire de  Châtillon à Aignay-le-Duc devant la sous-préfecture.

Pendant la Première Guerre mondiale, c'est du couvent des Cordeliers, son quartier général à Châtillon-sur-Seine, que le généralissime Joffre lance le 5 septembre 1914 l'ordre de la première bataille de la Marne.
Lors de la Seconde Guerre mondiale, Châtillon subit des bombardements allemands les 15 mai et 15 juin 1940 qui provoquent la destruction d'une grande partie de la ville. Celle-ci est alors « adoptée » par la ville du Puy-en-Velay qui accueille à l'été 1943 plus de 80 enfants de Châtillon pour un séjour vellave réconfortant. La reconnaissance de Châtillon-sur-Seine vis-à-vis de sa marraine est marquée par la « Place de la Ville du Puy ». La ville est libérée le 9 septembre 1944. Trois jours plus tard, le 1er régiment de fusiliers marins débarqué en Provence et le 1er régiment de spahis débarqué en Normandie sont les premières unités des deux armées à faire leur jonction à quelques kilomètres de la commune.
La gare de Châtillon-sur-Seine est fermée au trafic voyageurs en 1994. Seuls des trains de marchandises pour les coopératives agricoles circulent sur les voies de la gare.
La baisse progressive de l'activité des carrières de pierre et, depuis 1979, la réduction drastique des effectifs de l'usine sidérurgique de Sainte-Colombe-sur-Seine ont considérablement affecté l'emploi régional et réorienté le développement avec la reconnaissance du Châtillonnais en appellation Crémant de Bourgogne au début des années 1980 et le développement de la filière bois.

## Politique et administration

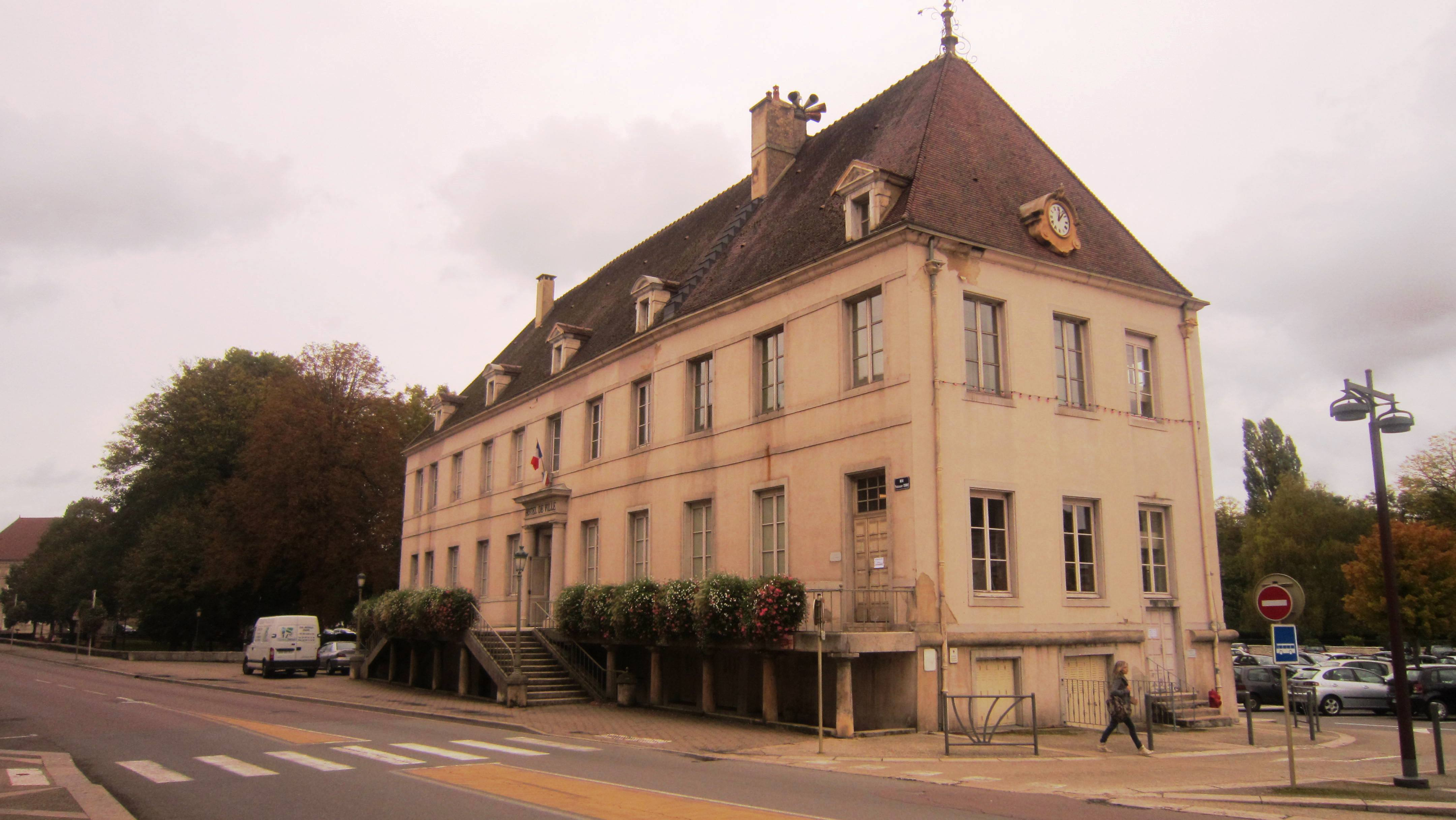
Façade nord de la mairie, ancien couvent des Ursulines.

### Rattachements administratifs et électoraux

#### Rattachements administratifs
Après avoir été le chef-lieu de l'arrondissement de Châtillon-sur-Seine, la ville se trouve depuis 1926 dans l'arrondissement de Montbard du département de la Côte-d'Or.
Depuis 1793, elle était  le chef-lieu du canton de Châtillon-sur-Seine. Dans le cadre du redécoupage cantonal de 2014 en France, cette circonscription administrative territoriale a disparu et le canton n'est plus qu'une circonscription électorale.

#### Rattachements électoraux
Pour les élections départementales, la commune fait partie depuis 2014 d'un nouveau canton de Châtillon-sur-Seine porté de 28 à 107 communes.
Pour l'élection des députés, elle fait partie de la quatrième circonscription de la Côte-d'Or.

### Intercommunalité
Châtillon-sur-Seine est le siège de la communauté de communes du Pays Châtillonnais, un établissement public de coopération intercommunale (EPCI) à fiscalité propre créé fin 2003 et auquel la commune a transféré un certain nombre de ses compétences, dans les conditions déterminées par le code général des collectivités territoriales.
La communauté de communes du Pays châtillonnais regroupe les communes des anciens cantons d'Aignay-le-Duc, de Baigneux-les-Juifs, de Châtillon-sur-Seine, de Laignes, de Montigny-sur-Aube et de Recey-sur-Ource.
Avec 1 821 km2 c'est la communauté de communes la plus étendue de France après celles de Guyane.

### Tendances politiques et résultats
Lors du premier tour des élections municipales de 2014 dans la Côte-d'Or, la liste DVD menée par le maire sortant Hubert Brigand obtient la majorité absolue des suffrages exprimés avec 1 973 voix (79,65 %, 26 conseillers municipaux élus dont 21 communautaires), devançant très largement celle DVG menée par Paul Brossault, qui obtient 504 voix (20,34 %, 3 conseillers municipaux élus dont 2 communautaires). 
Lors de ce scrutin, 32,34 % des électeurs se sont abstenus.
Lors des élections municipales de 2020 dans la Côte-d'Or, la liste DVD menée par le maire sortant Hubert Brigand est la seule candidate et obtient donc la totalité des pandémie de Covid-19 en France, 64,92 % des électeurs se sont abstenus et 16,59 des votants ont choisi un bulletin blanc ou nul.

### Liste des maires
| Période                                  | Période                        | Identité                          | Étiquette   | Qualité |
| ---------------------------------------- | ------------------------------ | --------------------------------- | ----------- | --- |
| Les données manquantes sont à compléter. |                                |                                   |             | |
| 1821                                     | 1823                           | Eusèbe Alexandre Marie Lapérouse, |             | Avocat Conseiller d'arrondissement de Châtillon-sur-Seine (1833 → ? ) |
|                                          |                                | Nicolas Émile Maurage             |             | Notaire |
|                                          |                                | Louis Auguste Paris               | Républicain | Conseiller général de Châtillon-sur-Seine (1898 → 1904) |
|                                          |                                |                                   |             | |
| 1965                                     | 1989                           | Michel Sordel,                    | RI          | Agriculteur, ingénieur agronome, syndicaliste agricole Sénateur de la Côte-d'Or (1971 → 1989) Président des magasins et silos de Châtillon-sur-Seine (1961 → ? ) Chevalier de la Légion d’honneur |
| mars 1989                                | juin 1995                      | Michel Serex                      | PS          | Kinésithérapeute |
| juin 1995                                | septembre 2022                 | Hubert Brigand                    | DVD         | Conseiller général puis départemental de Châtillon-sur-Seine (1988 → 2022 ) Vice-président du conseil départemental de la Côte-d'Or ( ? → 2022) Président de la CC du Pays Châtillonnais (2011 → 2015 ) Conseiller régional de Bourgogne (1998 → 2004) Député de la Côte-d'Or (4e circ.) (2022 → ) Démissionnaire à la suite de son élection comme député |
| septembre 2022                           | En cours (au 16 décembre 2022) | Roland Lemaire                    |             | Éducateur spécialisé puis cadre à la mutualité sociale agricole Vice-président de la CC du Pays Châtillonnais (2015 → ) |

### Distinction et labels
Ville d'art et d'histoire Châtillon possède le label Ville fleurie (deux fleurs) et celui des Plus beaux détours de France[réf. nécessaire].

### Jumelage
- Ratzebourg (Allemagne) depuis le 10 juillet 1960[41].
- Walcourt (Belgique).
- Esneux (Belgique).

## Équipements et services publics

### Enseignement
La ville dispose de trois écoles maternelles publiques : 
- l'école Louis Cailletet[42] ;
- l'école Francis Carco[43] ;
- l'école François Rousselet[44].

La ville dispose également de trois écoles élémentaires publiques :
- l'école Louis Cailletet[45] ;
- l'école Francis Carco[46] ;
- l'école Marmont[47].

Un établissement privé assure également les classes de maternelle et élémentaires : l'école Saint-Bernard.
La scolarité secondaire du premier cycle est assurée par quatre collèges : 
- le collège Fontaine des ducs à Châtillon[48] pour les anciens cantons de Châtillon et Montigny ;
- le collège Émile Lepitre à Laignes[49] pour l'ancien canton de Laignes ;
- le collège Henri Morat à Recey-sur-Ource[50] pour les anciens cantons d'Aignay-le-Duc et Recey ;
- le collège Alésia[51] du canton voisin de Venarey-les-Laumes accueille les élèves de l'ancien canton de Baigneux-les-Juifs.

Le second cycle est assuré à Châtillon-sur-Seine par le lycée Désiré Nisard, le lycée agricole de la Barotte Haute Côte d'Oret le lycée Saint-Vincent/Saint-Bernard, établissement privé polyvalent. Le ramassage scolaire dépend du département de la Côte-d’Or.
Les effectifs pour l'année scolaire 2023-2024 dans les établissements scolaires de Châtillon-sur-Seine sont les suivants :
| Niveau                   | Établissement             | Effectifs |
| ------------------------ | ------------------------- | --------- |
| Maternelle               | École Francis Carco       | 48        |
| Maternelle               | École Louis Cailletet     | 48        |
| Maternelle               | École François Rousselet  | 69        |
| Élémentaire              | École Francis Carco       | 96        |
| Élémentaire              | École Louis Cailletet     | 108       |
| Élémentaire              | École Marmont             | 132       |
| Maternelle / Élémentaire | Saint-Bernard             | 66        |
| Secondaire premier cycle | Collège Fontaine des ducs | 448       |
| Secondaire premier cycle | Collège Saint-Bernard     | 115       |
| Secondaire second cycle  | Lycée Désiré Nisard       | 355       |
| Secondaire second cycle  | Lycée Saint-Vincent       | 75        |
| Secondaire second cycle  | Lycée La Barotte          | 188       |
| CFPPA                    | Lycée La Barotte          | 60        |

### Santé
Les centres hospitaliers de Châtillon-sur-Seine et de Montbard ont été regroupés administrativement au sein du centre hospitalier intercommunal Châtillon-Montbard (CHI) lié par convention au centre hospitalier universitaire Dijon-Bourgogne. Depuis le 1er janvier 2015, cet établissement a fusionné avec le Centre hospitalier Auxois Morvan (CHAM) pour former le centre hospitalier de la Haute Côte-d'Or (CH-HCO) dont le siège social est situé à Vitteaux.
Le site de Châtillon-sur-Seine compte 260 salariés avec une capacité d'accueil d'une cinquantaine de lits et comportant des services d'urgences, de médecine polyvalente, de soins de suite et de réadaptation (SSR) polyvalent, de pharmacie, d'imagerie médicale dont un scanner, un centre périnatal de proximité et un établissement d'hébergement pour personnes âgées dépendantes (EHPAD), La Douix. Le service du laboratoire a fermé le 28 octobre 2019.

### Équipements sportifs
- Aérodrome de Châtillon-sur-Seine ;
- parcours santé et de VTT en forêt de Châtillon ;
- installations d'aéromodélisme à l'aérodrome ;
- centre équestre de La Barotte ;
- piscine couverte ;
- stades : 2 terrains de football, 1 de rugby, piste d'athlétisme ;
- 3 terrains de boules ;
- 6 courts de tennis dont 2 couverts ;
- 4 salles de sports avec annexes pour gymnastique, arts martiaux, culture physique et tennis de table.

### Équipements culturels
- Le Centre socio-culturel et de loisirs du Pays Châtillonnais contribue largement à l'animation de la communauté de communes ;
- la Maison des jeunes et de la culture (MJC) Lucie Aubrac propose une diversité d'activités et d'animations sur la ville ;
- Le cinéma Le sélect offre au public deux salles de projection ;
- Le théâtre Gaston-Bernard peut accueillir jusqu'à 550 personnes ;
- La médiathèque municipale où a été transférée la bibliothèque municipale en 2022 ;
- Châtillon héberge sur le site de Saint-Vorles la "compagnie des gens" (compagnie théâtrale résidente) et soutient une école de musique.

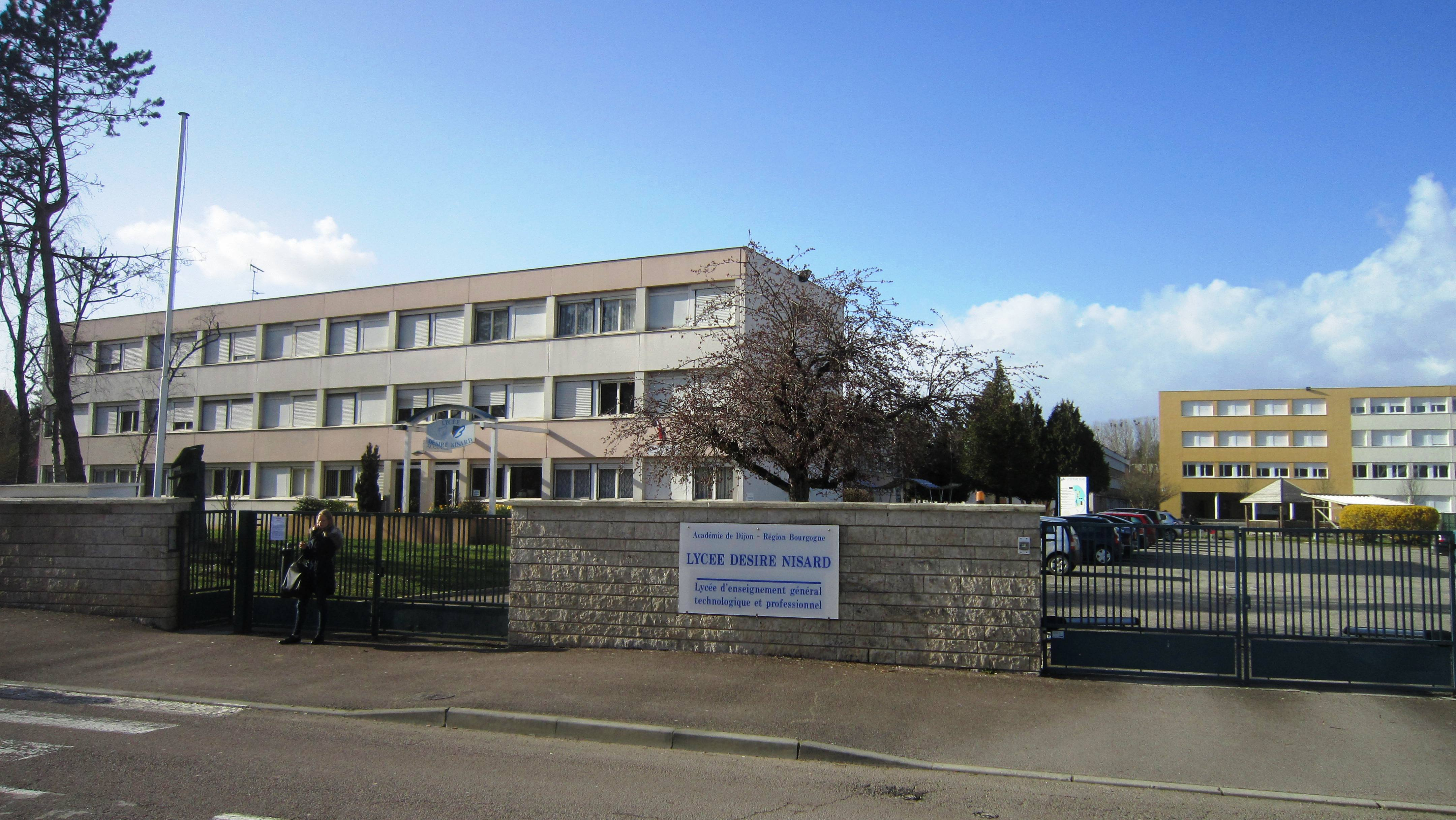
Lycée Désiré Nisard.
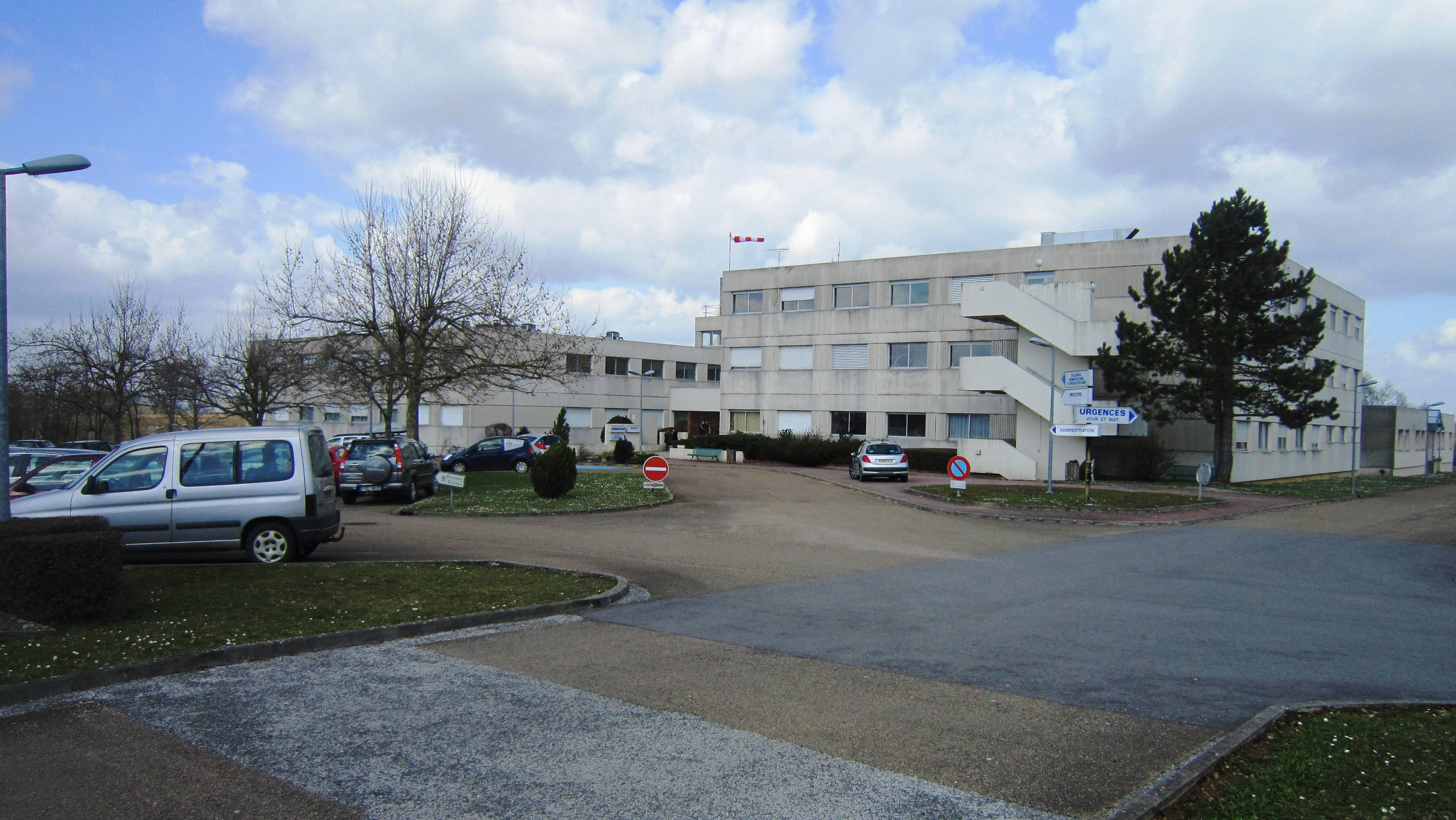
Hôpital de Châtillon.
La piscine.
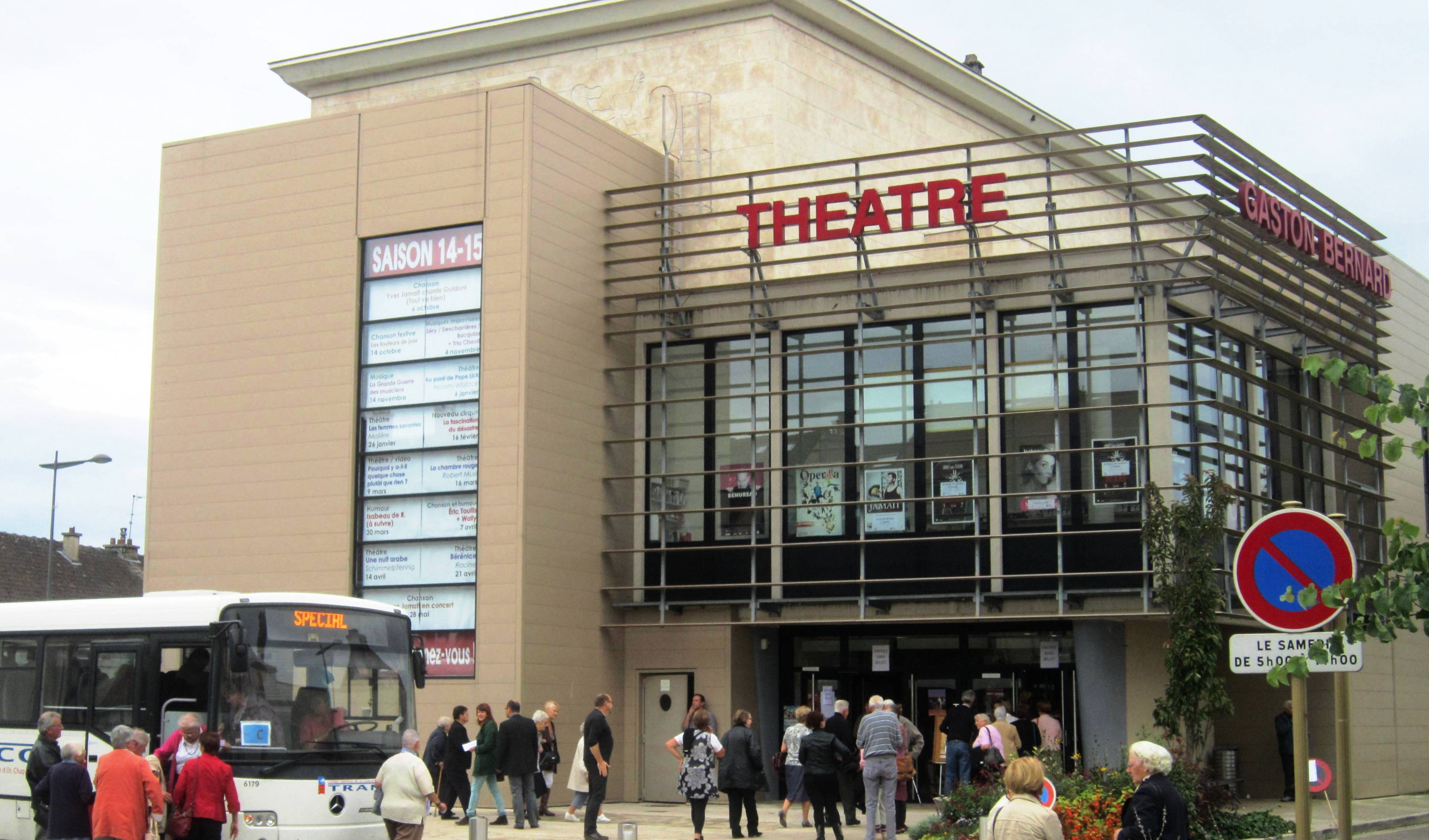
Le théâtre Gaston Bernard.

### Justice, sécurité, secours et défense

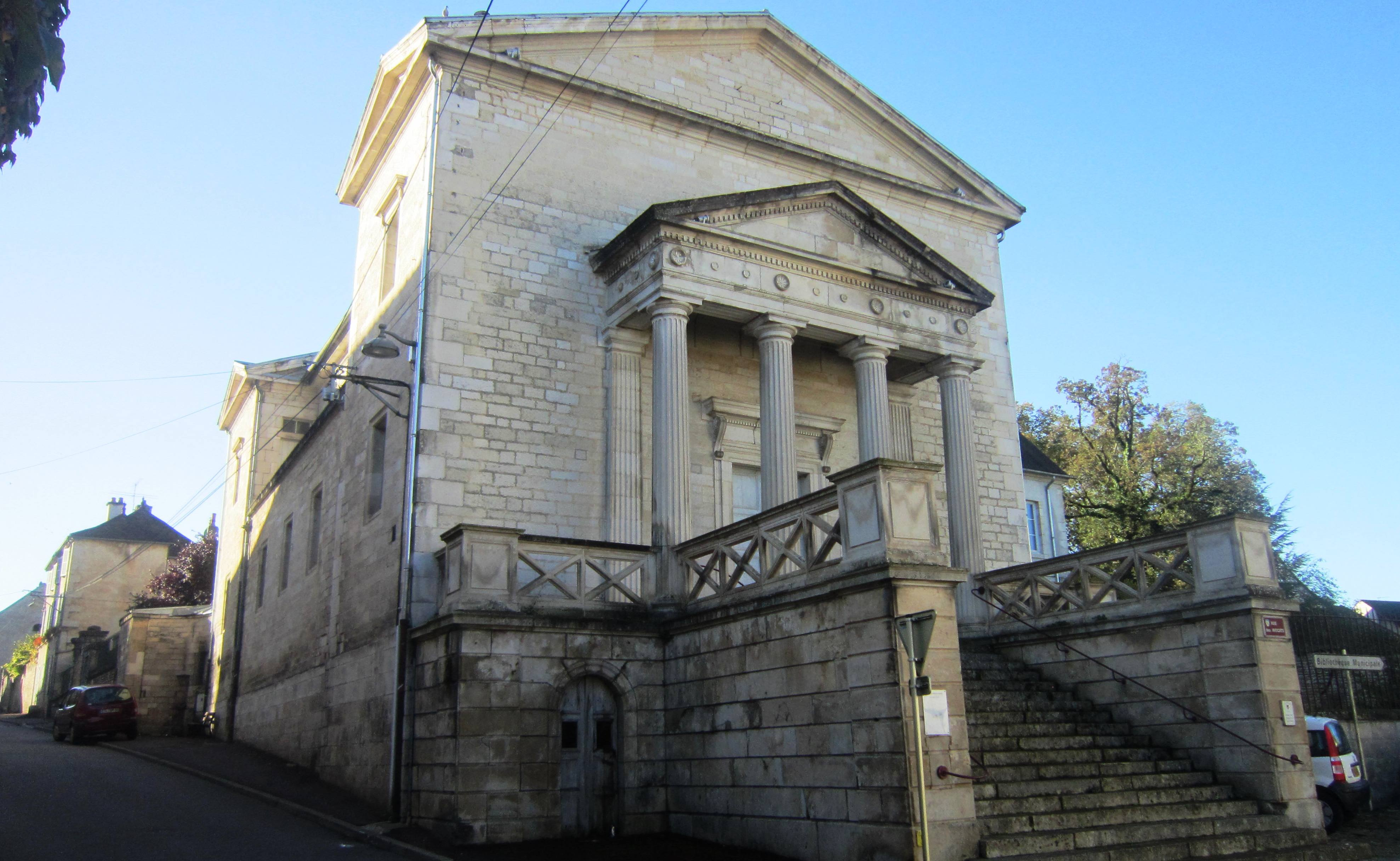
Ancien tribunal d'instance.

La ville était le siège d'un tribunal d'instance de 1958 jusqu'à sa suppression, dans le cadre de la réforme de la carte judiciaire engagée par Rachida Dati, le 1er janvier 2010.
Le tribunal d'instance le plus proche est situé à Dijon depuis janvier 2012.

## Population et société

### Démographie
L'évolution du nombre d'habitants est connue à travers les recensements de la population effectués dans la commune depuis 1793. Pour les communes de moins de 10 000 habitants, une enquête de recensement portant sur toute la population est réalisée tous les cinq ans, les populations de référence des années intermédiaires étant quant à elles estimées par interpolation ou extrapolation. Pour la commune, le premier recensement exhaustif entrant dans le cadre du nouveau dispositif a été réalisé en 2006.

En 2022, la commune comptait 5 404 habitants, en évolution de +0,48 % par rapport à 2016 (Côte-d'Or : +0,82 %, France hors Mayotte : +2,11 %).
| 1793  | 1800  | 1806  | 1821  | 1831  | 1836  | 1841  | 1846  | 1851  |
| ----- | ----- | ----- | ----- | ----- | ----- | ----- | ----- | ----- |
| 3 700 | 3 725 | 3 900 | 3 863 | 4 175 | 4 430 | 4 614 | 4 771 | 5 061 |

| 1856  | 1861  | 1866  | 1872  | 1876  | 1881  | 1886  | 1891  | 1896  |
| ----- | ----- | ----- | ----- | ----- | ----- | ----- | ----- | ----- |
| 4 926 | 4 836 | 4 860 | 4 797 | 4 994 | 5 265 | 5 317 | 5 127 | 4 794 |

| 1901  | 1906  | 1911  | 1921  | 1926  | 1931  | 1936  | 1946  | 1954  |
| ----- | ----- | ----- | ----- | ----- | ----- | ----- | ----- | ----- |
| 4 807 | 4 812 | 4 698 | 4 413 | 4 642 | 4 727 | 4 849 | 4 240 | 4 609 |

| 1962  | 1968  | 1975  | 1982  | 1990  | 1999  | 2006  | 2011  | 2016  |
| ----- | ----- | ----- | ----- | ----- | ----- | ----- | ----- | ----- |
| 5 518 | 6 264 | 7 383 | 7 561 | 6 862 | 6 269 | 5 837 | 5 515 | 5 378 |

| 2021  | 2022  | - | - | - | - | - | - | - |
| ----- | ----- | - | - | - | - | - | - | - |
| 5 378 | 5 404 | - | - | - | - | - | - | - |

Châtillon est la ville de Haute Côte-d'Or la plus peuplée avec 5 487 habitants au recensement de 2012.

### Manifestations culturelles et festivités
- Tape chaudron. Chaque année, le 3e samedi de mars, la ville organise une sorte de carnaval local durant lequel un défilé de chars est accompagné des habitants tapant sur des chaudrons. Cette tradition remonterait au Ve siècle ; elle était destinée à chasser l'hiver. Les villageois descendaient dans les rues en tenue de « chienlit » : longue chemise de nuit et bonnet de nuit. Le son des chaudrons était censé chasser l'hiver. Tombée en désuétude, une habitante de la ville, Germaine Collard l'a remise sur les rails. Pendant quelques années, on a revu avec plaisir les chienlits en ville. La fête s'est transformée et a été remplacée sous le mandat de Hubert Brigand  par un classique défilé de chars. La fête a perdu son âme mais s'est transformée en action de promotion pour le Crémant de Bourgogne ;
- L'Estival de la « Compagnie des Gens ». Depuis 1989, pendant 5 semaines entre la dernière semaine de juin et la première d'août, la troupe de théâtre de la Compagnie des Gens propose une nouvelle création artistique mélangeant comédiens professionnels et bénévoles, dans le cadre verdoyant de la salle Kiki de Montparnasse ;
- Premier week-end de juin : fête patronale de Saint-Vorles suivie des « Journées châtillonnaises » consacrées à l'artisanat et l'élevage local sur l'esplanade du cours Labbé[58] ;
- Troisième week-end de juin : fête foraine ;
- Dernière semaine d'août : semaine musicale de Saint-Vorles et du Châtillonnais ;
- Élections de Miss Côte d'Or.

### Vie associative
Outre la chasse et la pêche en saison, de nombreuses associations sportives et/ou culturelles animent la vie locale et permettent la pratique de tous les sports possibles dans les installations municipales. Parmi elles, la "Chatillonnaise gymnastique" fondée au XIXe siècle comme société de gymnastique et de tir est une des plus anciennes associations sportives françaises encore en activité. Outre la gymnastique, on y pratique depuis la musculation/culture physique et les sports collectifs d'intérieur.
La plus ancienne association de Châtillon-sur-Seine encore en activité en 2018 est la "Société archéologique et historique du Châtillonnais", fondée en 1880, dont Victor Deheurle, sous-préfet, est le premier président.
Une radio côte d'Orienne diffuse à Châtillon sur Seine : Diversité FM, la radio musicale et citoyenne, sur les fréquences 103.9 Mhz et aussi 106 FM. Sa rédaction couvre l'actualité de la commune[réf. nécessaire].

### Cultes

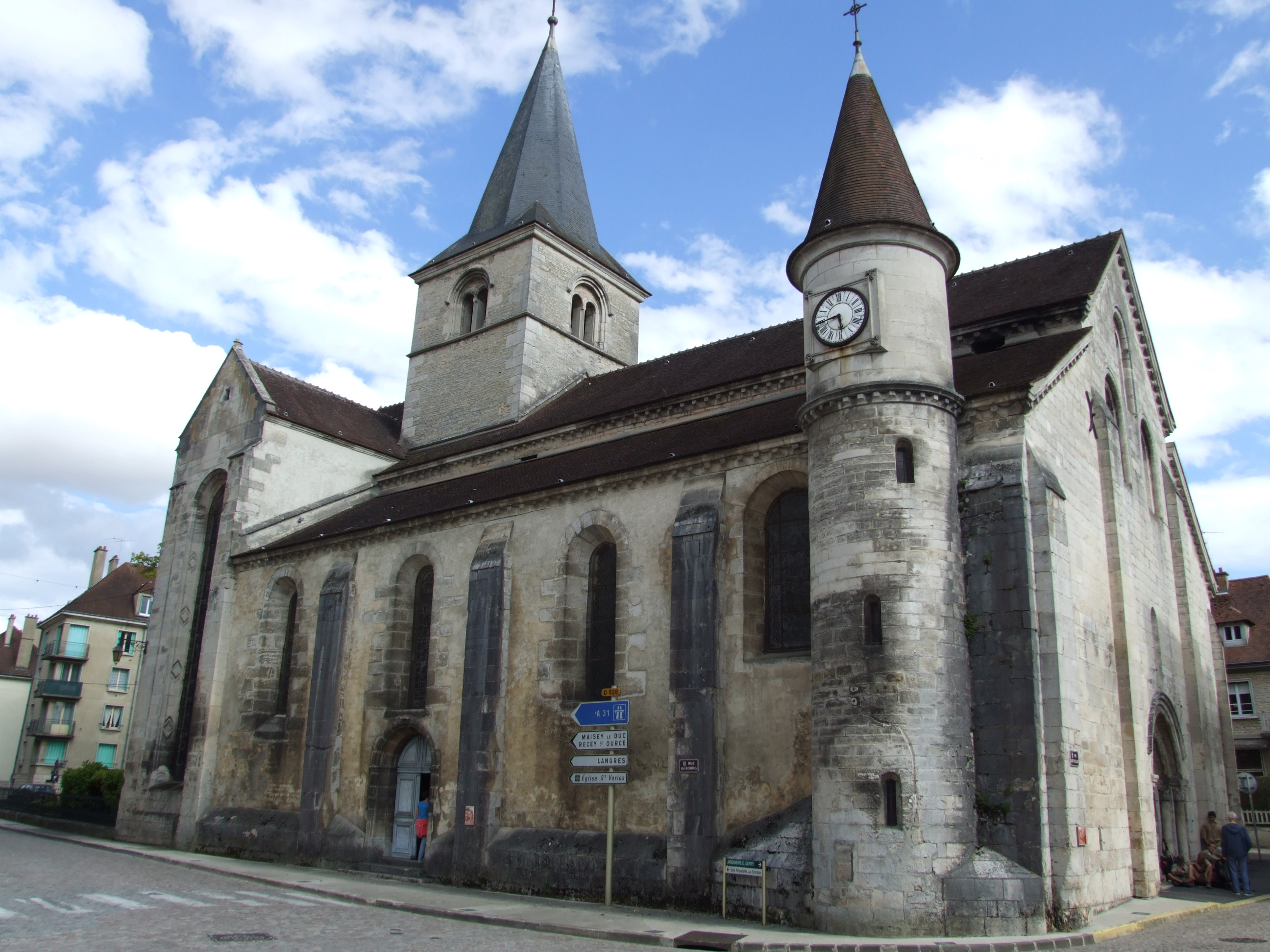
L'église Saint-Nicolas.

- Culte catholique : Châtillon qui a été siège de plusieurs abbayes et couvents, possède une longue histoire religieuse largement illustrée dans les salles du musée du Châtillonnais. saint-Bernard, entre autres, y fit ses études à l'école canoniale de Saint-Vorles avant de rejoindre saint-Robert à l'abbaye de Molesme. La paroisse actuelle de Châtillon-sur-Seine[62] qui s'articule autour de l'église Saint-Nicolas fondée en 1136[T 14] dessert les deux églises de la ville en activité, Saint-Nicolas et Saint-Pierre, ainsi que celles des villages environnants ;
- Culte protestant : l'Église protestante unie de France est présente sur la ville ainsi que les témoins de Jéhovah qui disposent d'un lieu de prière rue des Cordeliers. Le temple de l'Église de Dieu[Laquelle ?] se trouve à la sortie de la ville sur la route de Tonnerre ;
- Culte israélite ;
- Culte musulman.

## Économie

### Présentation
La région châtillonnaise est un territoire de tradition rurale où l’agriculture des céréales et des oléagineux occupe une très grande place comme en témoignent les imposants silos du groupe coopératif 110 Bourgogne qui jouxtent la gare et la voie ferrée. Châtillon est aussi un très ancien centre industriel de tradition métallurgique mais en 2014 c'est la forêt avec sa filière bois et l'exploitation des carrières de pierre qui tiennent une importance primordiale dans l’économie locale. La ville possède une antenne de la Chambre de commerce et d'industrie de Dijon. Le siège du journal local, Le Châtillonnais et l’Auxois, est à Châtillon-sur-Seine. Les principaux établissements industriels sont, par ordre décroissant du nombre de salariés : Eviosys Packaging - Anciennement Crown Emballage- (emballages métalliques, 240 salariés), Brugère Fernand (déroulage de hêtre, fabrication de contreplaqué plat, 87 salariés). ArcelorMittal possèdait un établissement dans le village voisin de Sainte-Colombe-sur-Seine (acier pour béton, 60 salariés). Cédée au fond allemand Mutares en juin 2019, l'usine est finalement liquidée en mai 2023. En décembre 2011, l'entreprise Bourgogne Fonderie est mise en liquidation, supprimant 50 emplois.

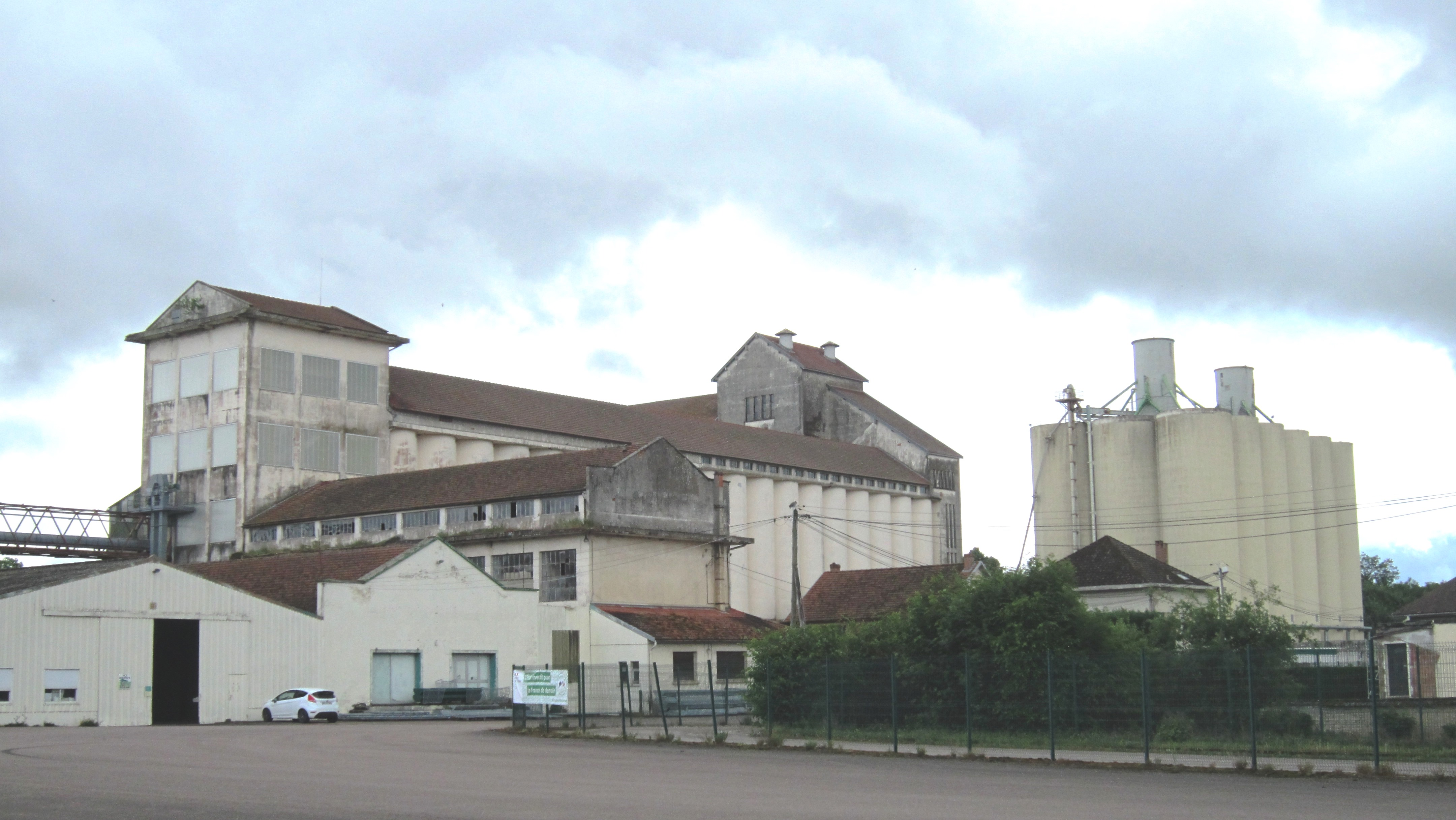
Les silos de Châtillon.
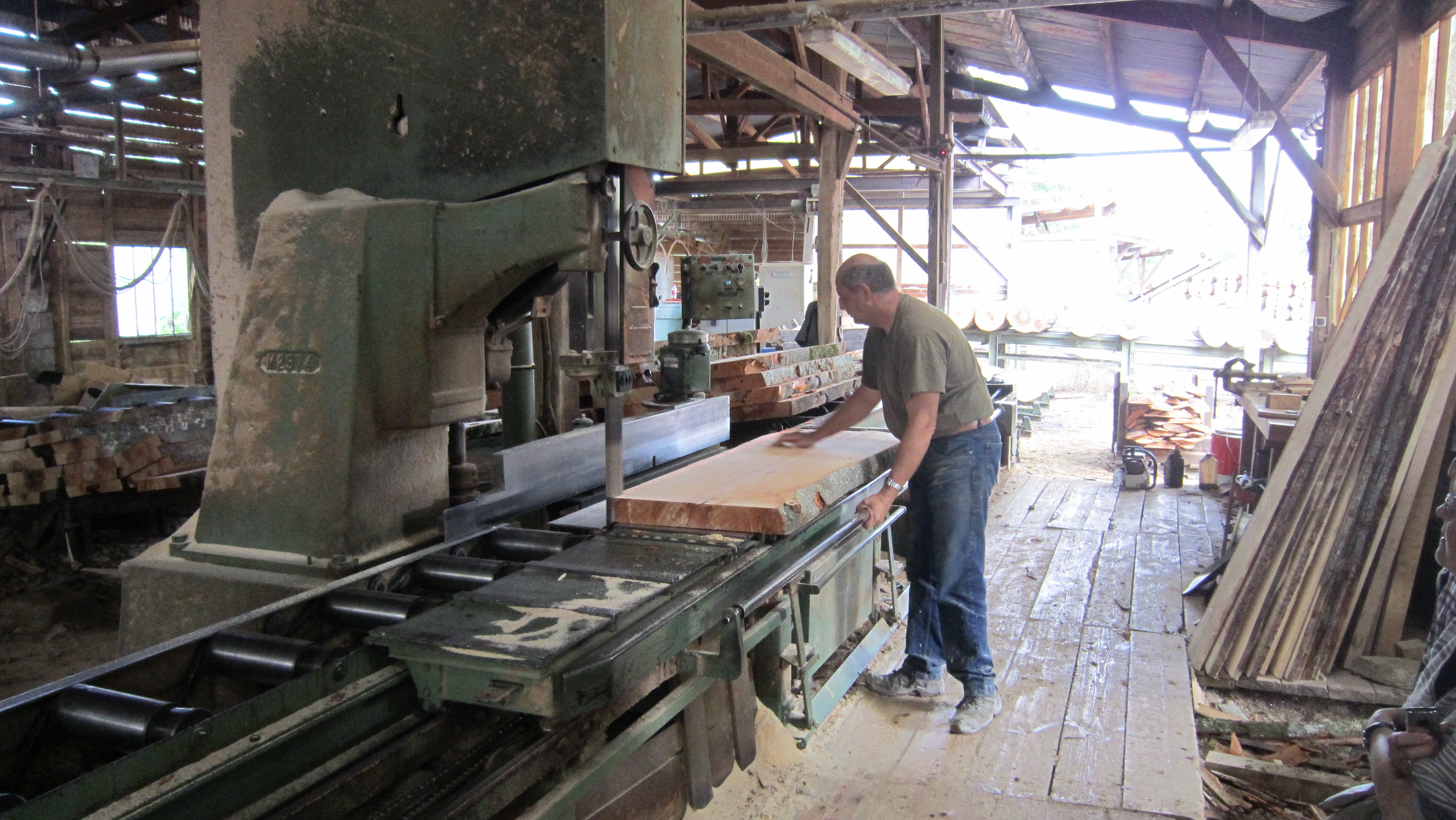
L'industrie du bois dans le Châtillonnais.
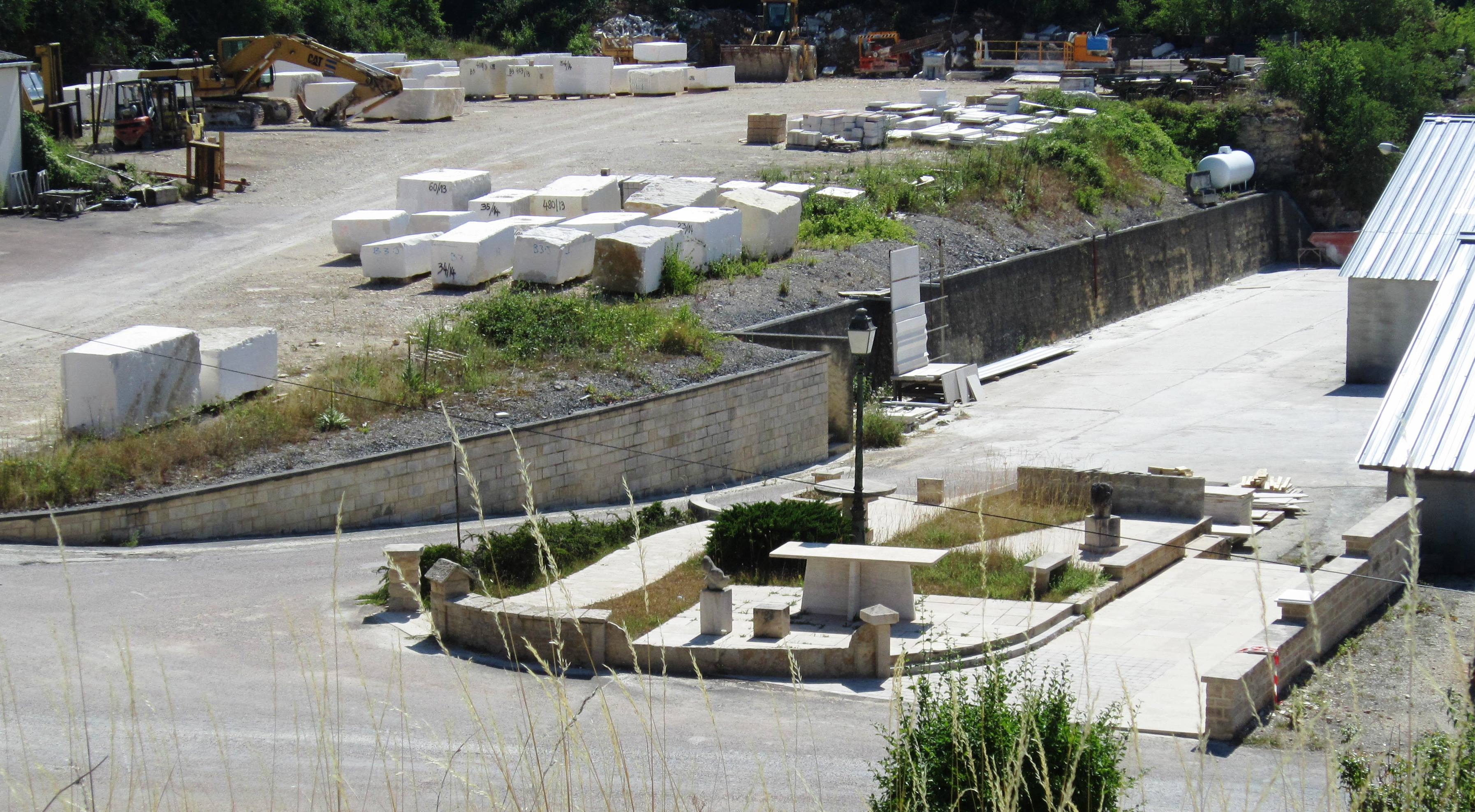
L'industrie de la pierre dans le Châtillonnais.

Située au centre d'une région rurale et faiblement peuplée, Châtillon est le centre commercial et administratif du nord du département de la Côte-d'Or. Sous-préfecture jusqu'en 1926, la ville est reléguée depuis au rang de chef-lieu de canton. Elle n'en reste pas moins un centre de services important à l'échelon local. Le tissu commercial a beaucoup évolué depuis la fin des années 1990. Après bien des péripéties, un hypermarché Auchan de 4 700 m 2 a ouvert dans la commune limitrophe de Montliot-et-Courcelles le 5 juillet 2005. Il est concurrencé par un Intermarché de 3 520 m 2 situé à Châtillon même. D'autres grandes surfaces de vente spécialisées sont présentes dans l'agglomération, tel Gamm Vert (2 270 m 2), Bricomarché (1 980 m 2), Gifi (1 100 m 2), Noz (1 000 m 2), Action (900 m 2) ou Marché aux affaires (900 m 2). Les hard discounteurs sont représentés par Dia, Aldi, Lidl et Leader Price avec environ 700 m 2 de vente pour chacune des enseignes. Un restaurant McDonald's ouvre ses portes dans la zone commerciale près d'Auchan fin février 2013.

Logo du journal local.

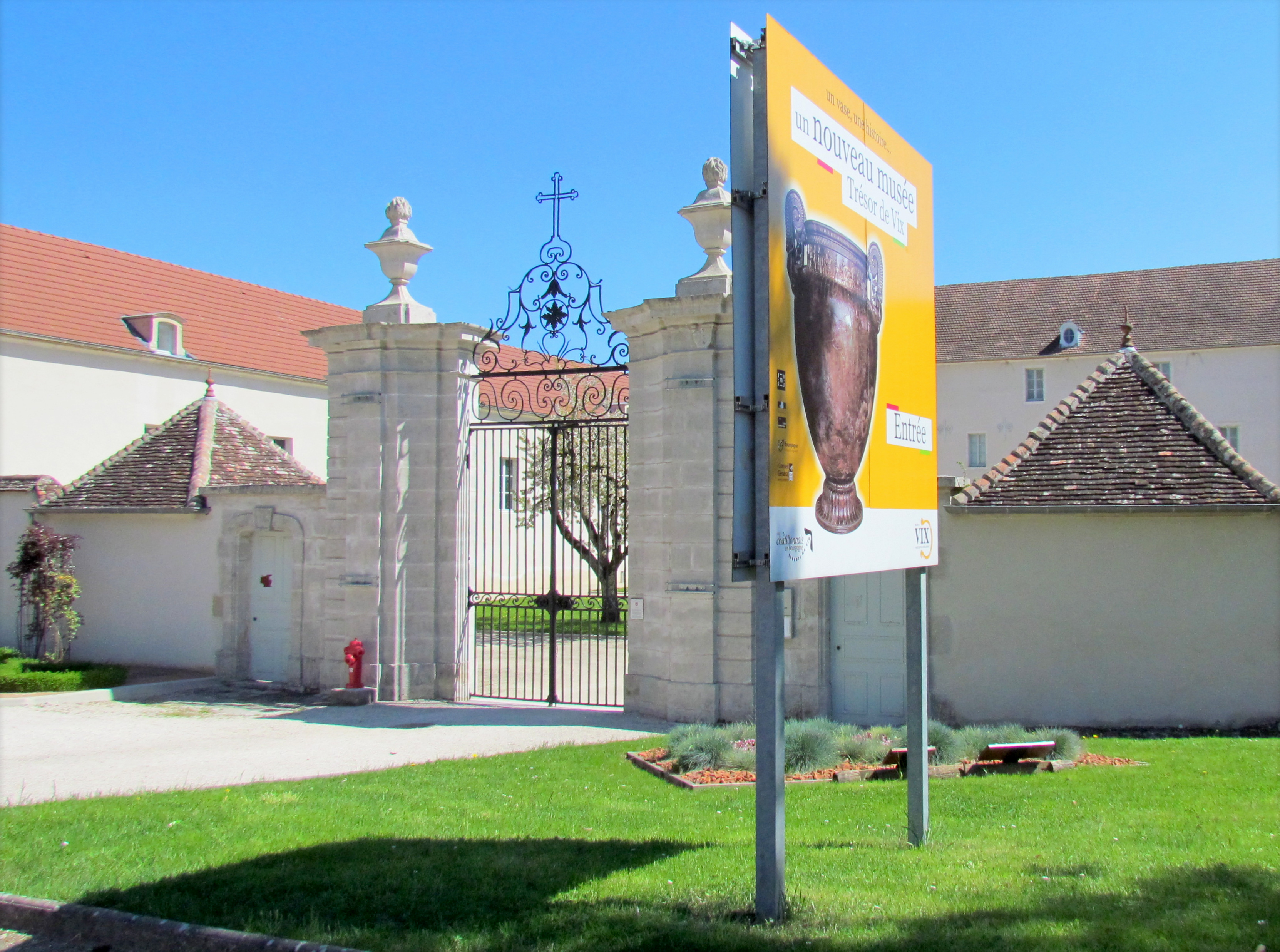
Le musée du Pays Châtillonnais.

### Tourisme

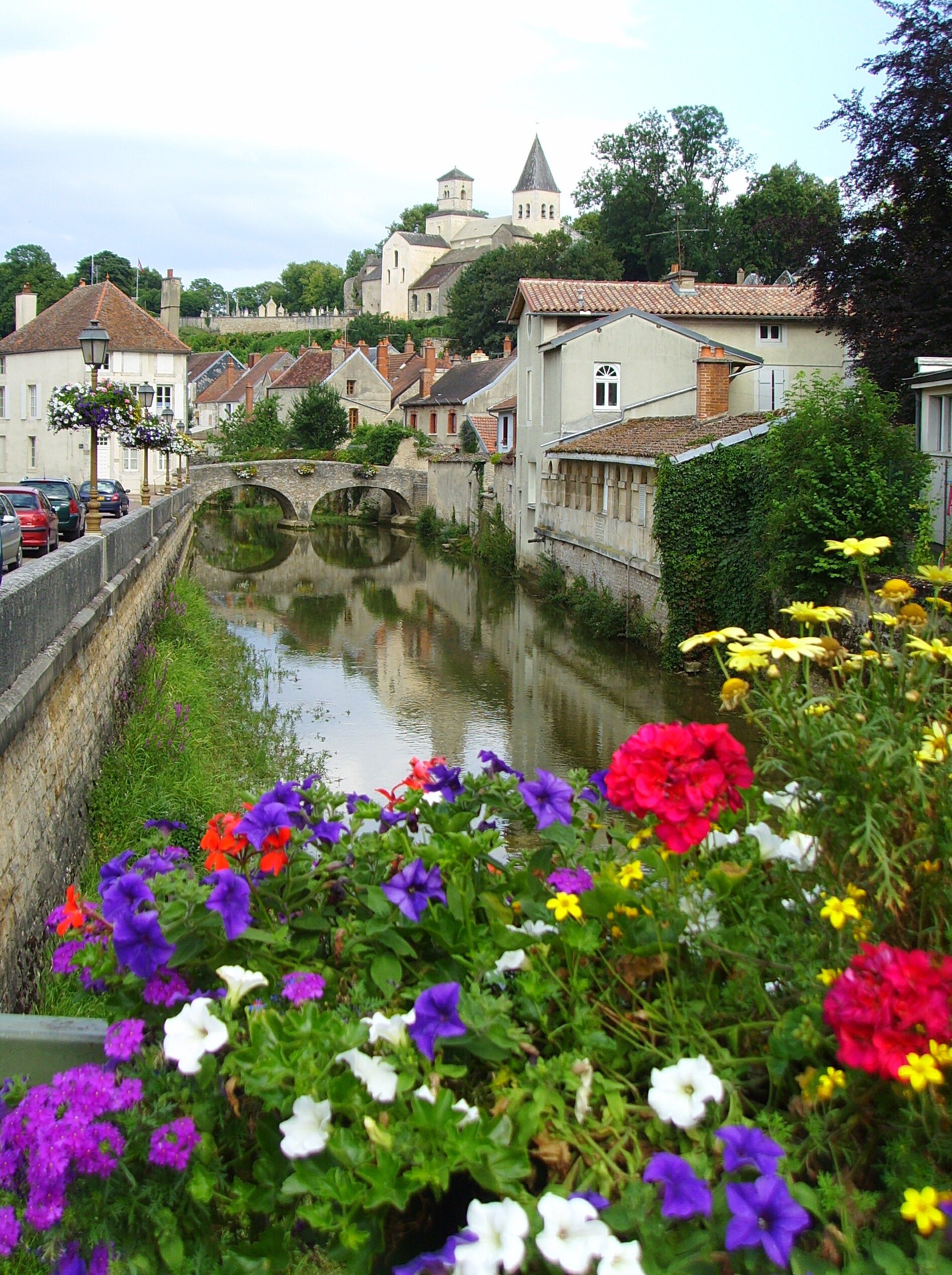
Châtillon ville fleurie.

Située au cœur d'une région riche en archéologie (civilisation celte du mont Lassois, période gallo-romaine de Vertillum, vestiges de nombreuses abbayes et châteaux), Châtillon possède le label ville fleurie (deux fleurs) et celui des plus beaux détours de France.
Outre les atouts de la ville elle-même, des églises du XIIe siècle et d'anciens lavoirs communaux font le charme des villages avoisinants alors que la route du crémant serpente à travers le vignoble du nord-châtillonnais avec deux musées locaux consacrés à la vigne et au vin à Chaumont-le-Bois et Massingy. Une partie de son territoire, la Combe du Grand Prieur, est classée zone naturelle d'intérêt écologique, faunistique et floristique. Située dans une région de massifs forestiers, elle est dans le périmètre du Parc national de forêts créé le 7 novembre 2019 constituant le 11e parc national français et le second plus vaste après le parc national de Guyane. Seize restaurants et quatre hôtels d'une capacité totale de 70 chambres environ sont recensés sur le territoire de la commune[Quand ?].
Le musée du Pays Châtillonnais, inauguré en juillet 2009, abrite une collection d'objets découverts dans la région, notamment le fameux cratère de Vix et le mobilier complet d'une tombe à char datant du premier âge du fer.

## Culture locale et patrimoine

### Lieux et monuments
Les églises Saint-Vorles, Saint-Nicolas et Saint-Pierre sont classées monuments historiques ainsi que l'ancien auditoire royal, la maison Philandrier et les ruines du château des ducs de Bourgogne (XIIe siècle), dans lesquelles se trouve un cimetière. Seize autres monuments sont inscrits à l'inventaire.

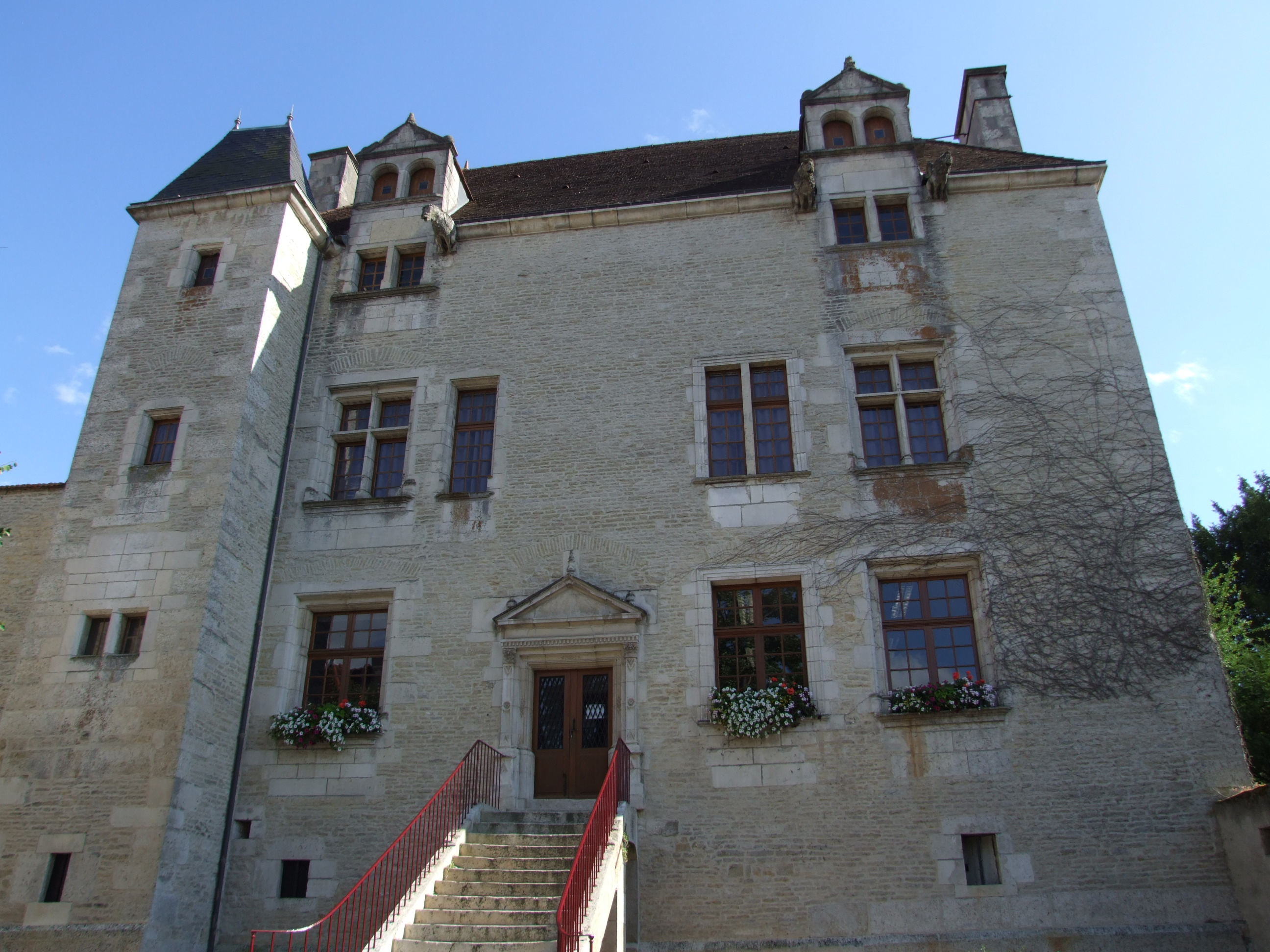
L'ancien Auditoire Royal
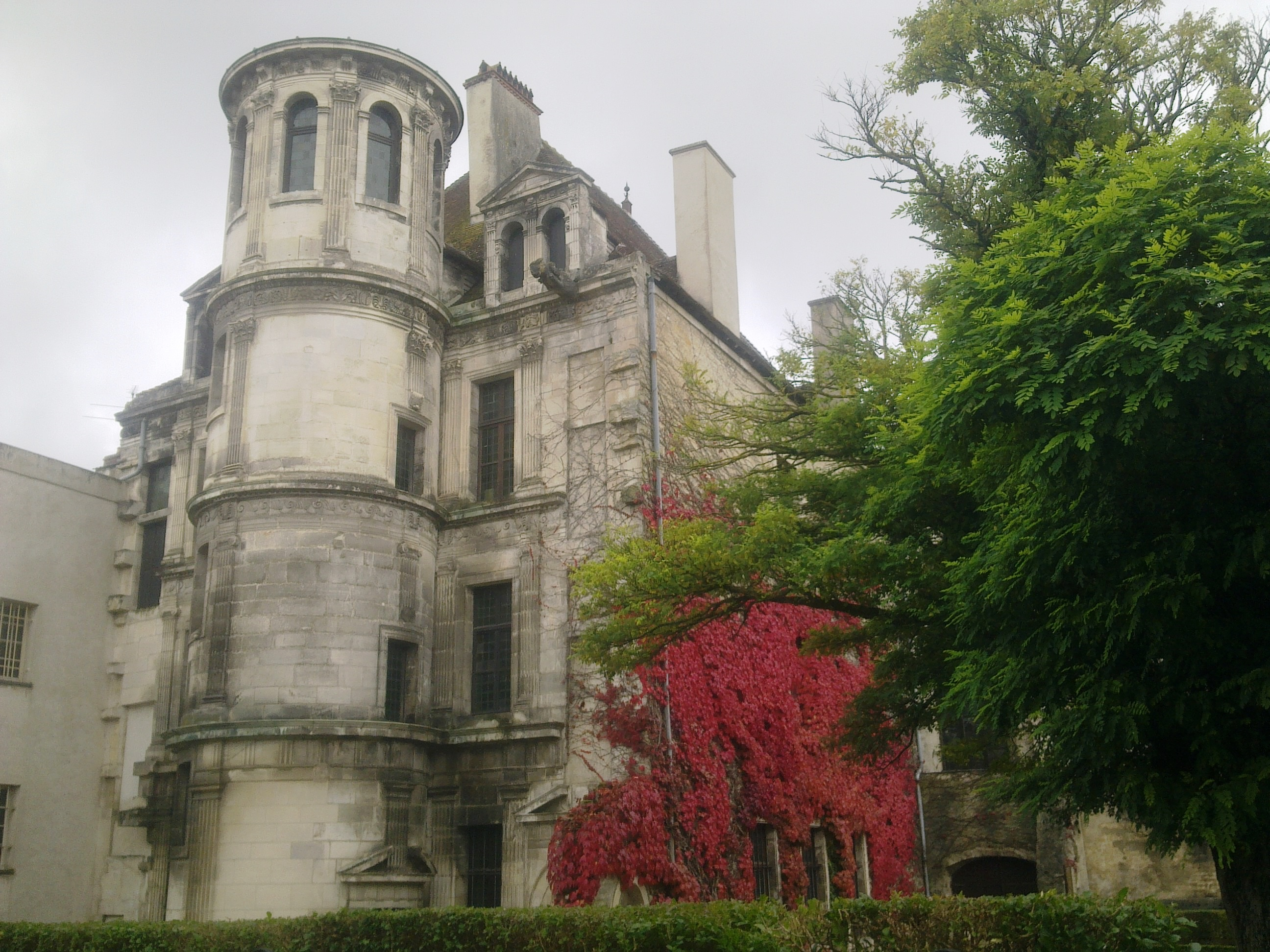
Hôtel Philandrier.
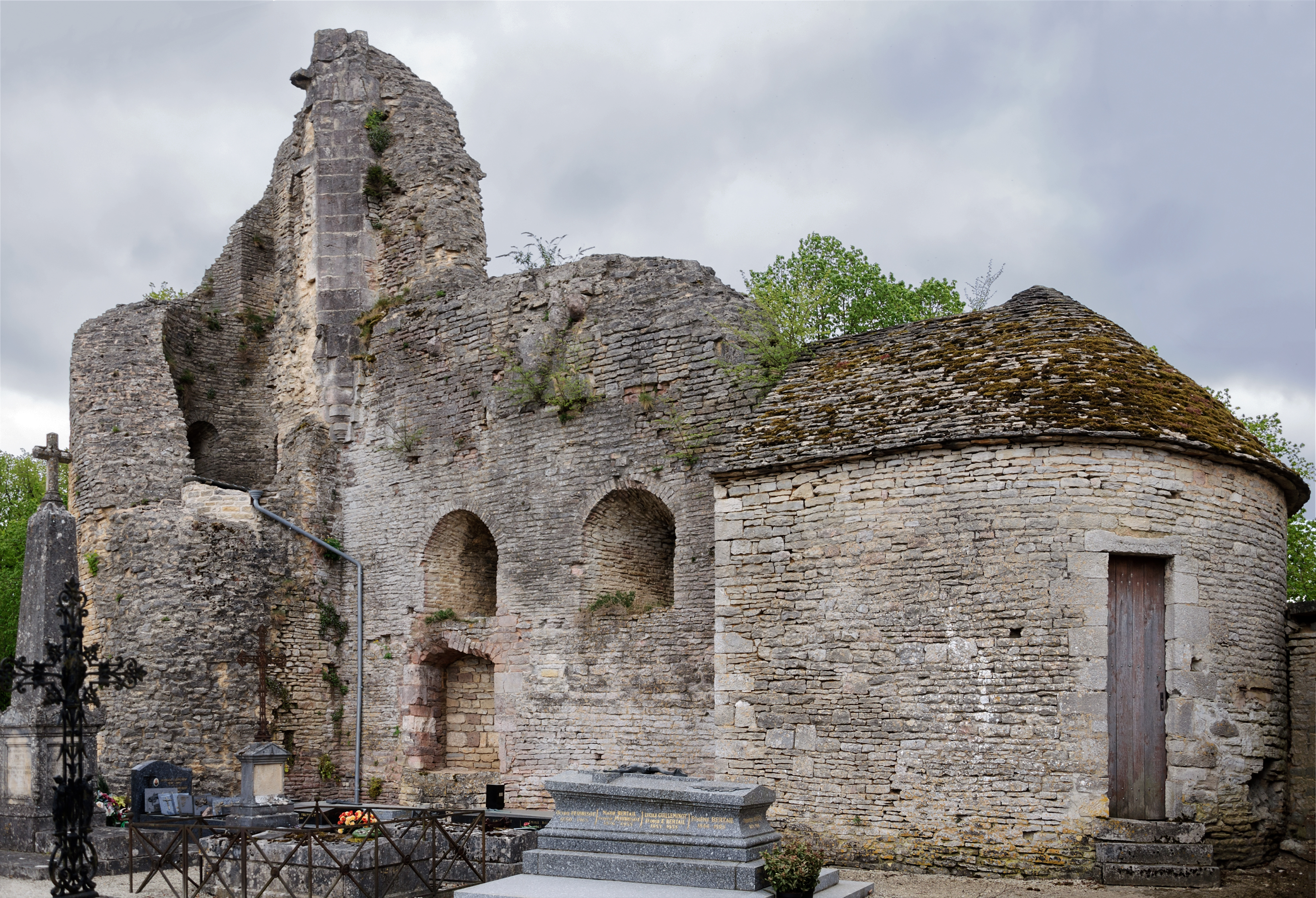
Ruines du château des ducs de Bourgogne.

Parmi les lieux les plus emblématiques citons :
- le château Marmont (maison de vacances des descendants d'Achille Maitre, grande personnalité de Châtillon au XIXe siècle) ;
- l'église Saint-Vorles située sur une colline qui domine la ville l'église date des Xe et XIIe siècles. C'est l'emplacement d'origine de la ville, occupé dès l'Antiquité. Non loin se trouvent les ruines du château des ducs de Bourgogne. Elle comporte une remarquable mise au tombeau[T 16] et dans sa crypte un oratoire daté du IVe siècle[L 24] ;
- la source de la Douix, située au pied d'une falaise, est une exsurgence karstique et un lieu de culte depuis l'époque celtique où était honorée notamment la divinité Divona ;
- l'église Saint-Nicolas de la fin du XIIe siècle qui possède de remarquables vitraux et une statue classés ;
- l'ancienne abbaye Notre-Dame, datant du XIIe siècle dont les bâtiments conventuels abritent le nouveau musée ; l'ancienne abbatiale, aujourd'hui l'église Saint-Pierre, est toujours utilisée pour le culte ;
- l'église Saint-Jean-Baptiste qui renferme dans son mobilier neuf pièces classées et de nombreuses autres inscrites ;
- le couvent des Cordeliers reconstruit en 1630 conserve un cloître plus ancien. C'est là que se tient le grand quartier général du général Joffre lors de la première bataille de la Marne ;
- l’hôtel du Congrès, hôtel particulier du XVIIe siècle qui accueillit le congrès de Châtillon ;
- le monument aux morts de la guerre de 1914-1918 réalisé par le sculpteur Raoul Josset.

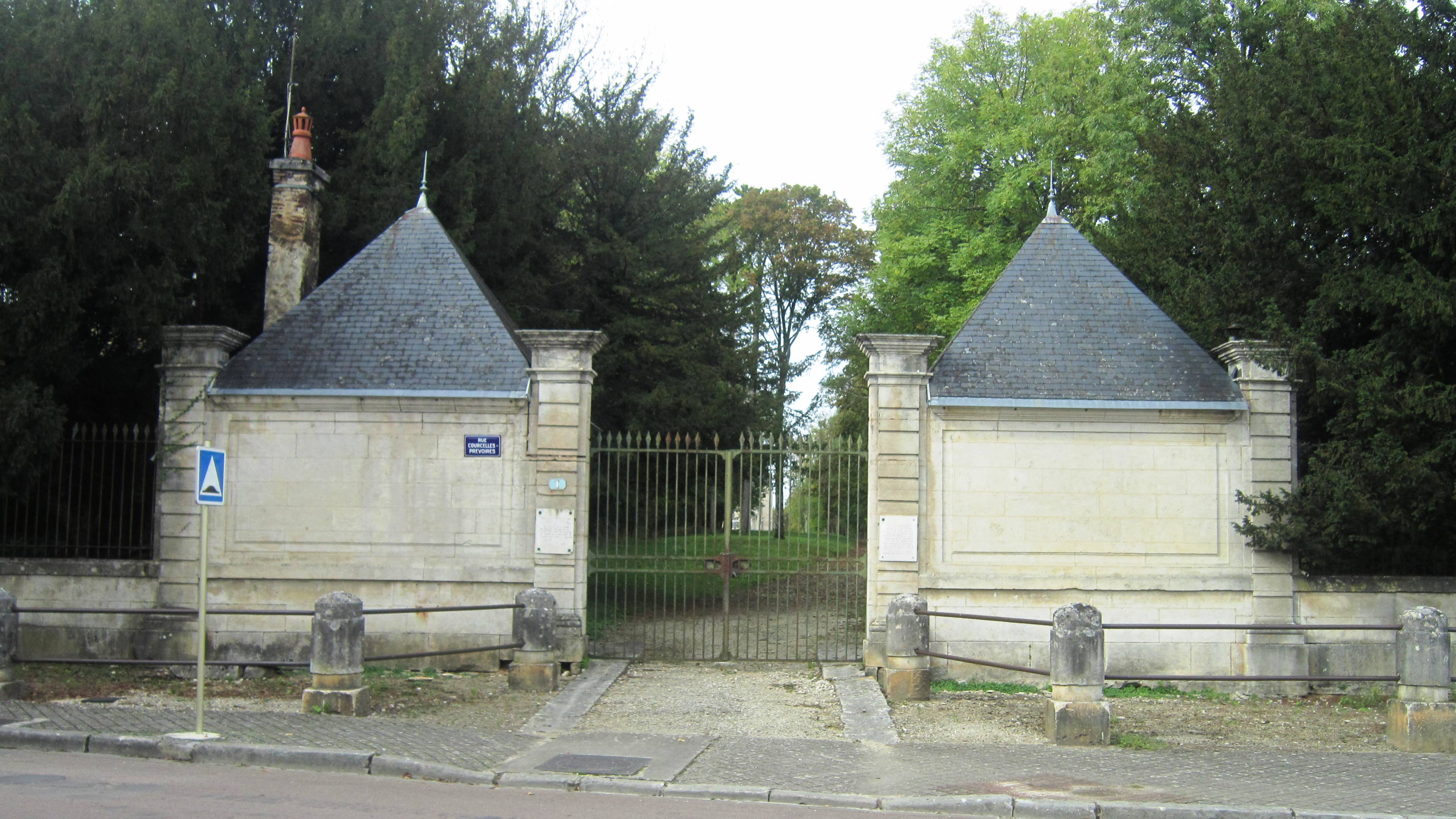
Grilles du château Marmont (propriété privée).
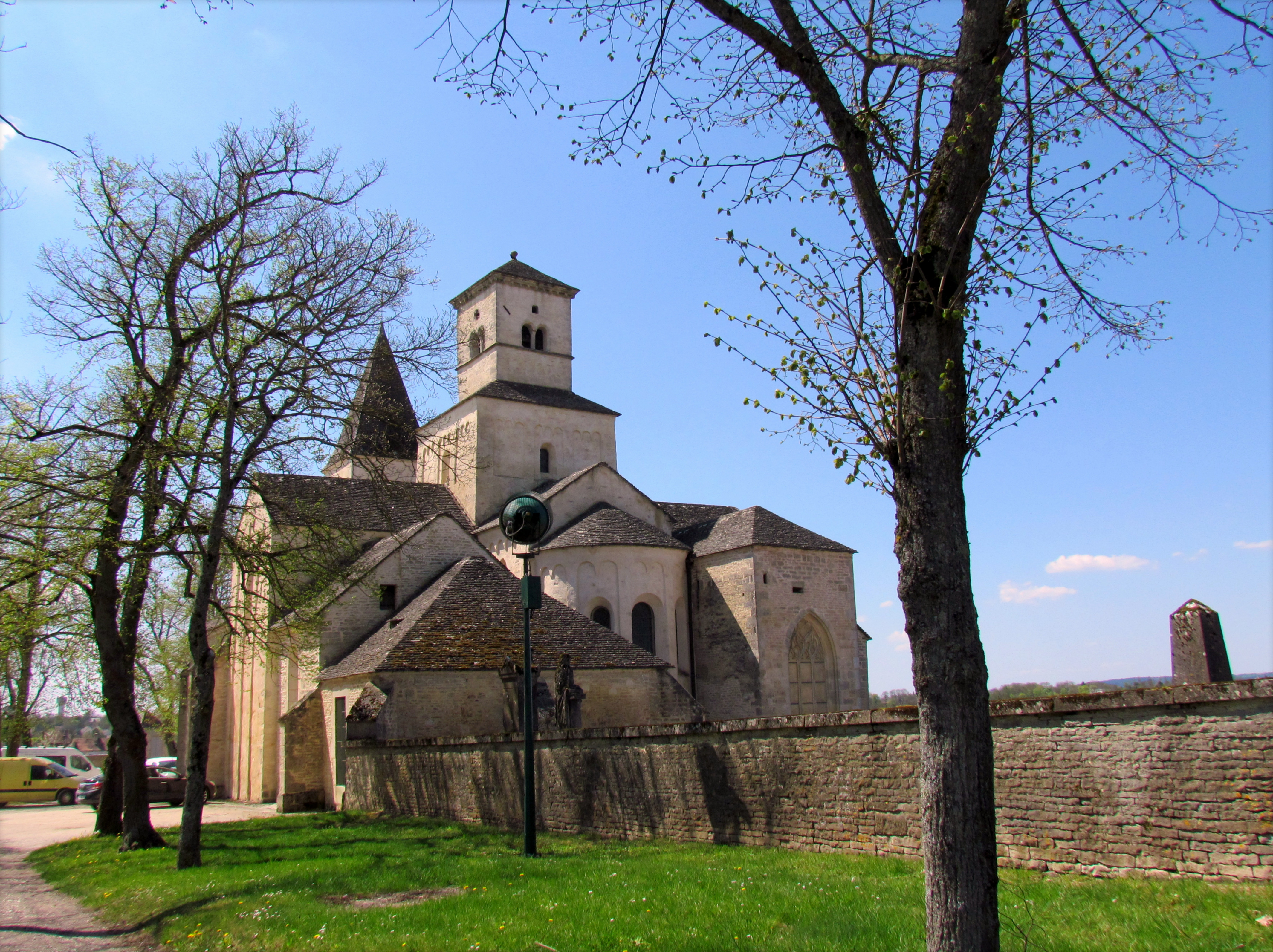
Chevet de l'église Saint-Vorles.
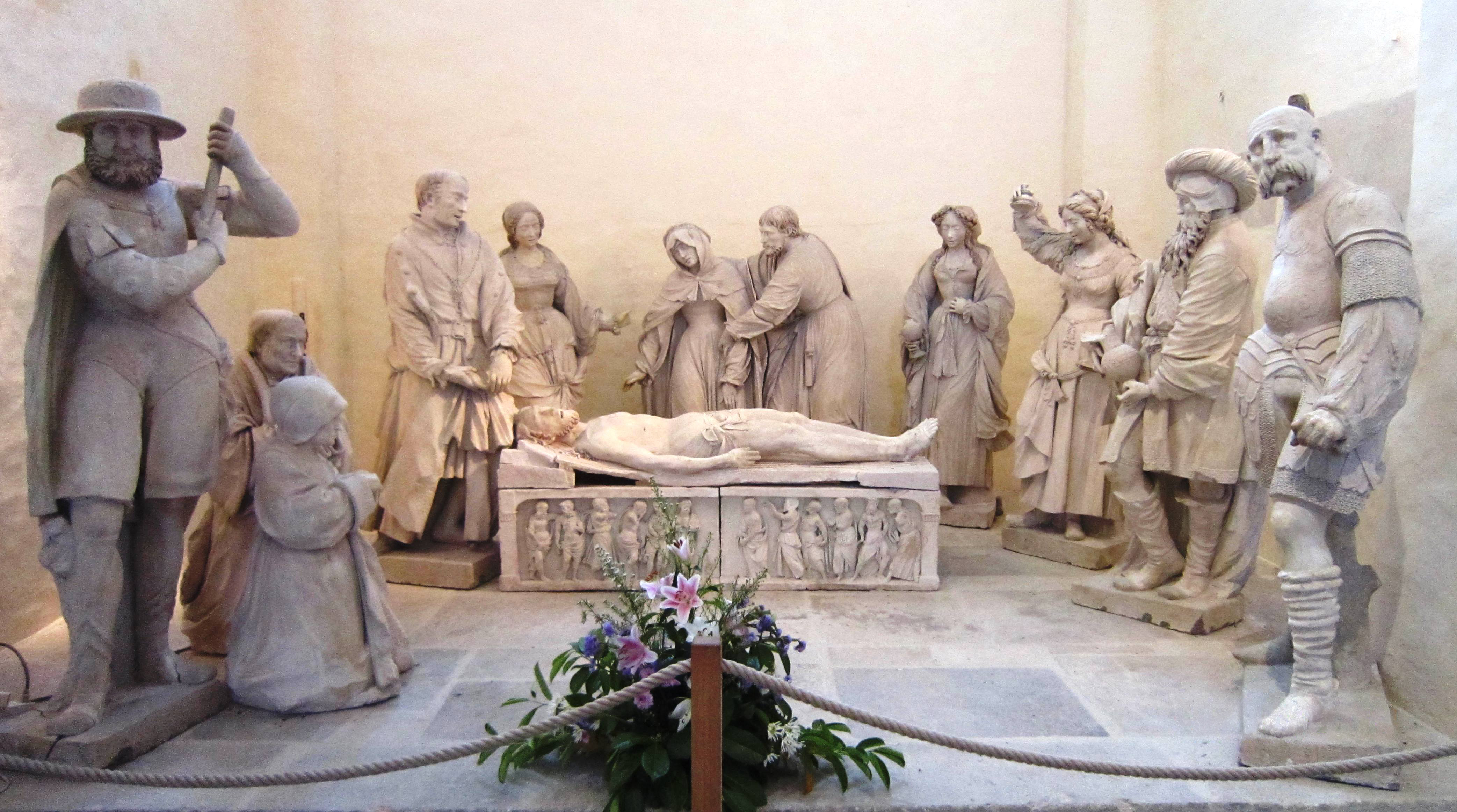
Mise au tombeau de l'église Saint-Vorles.
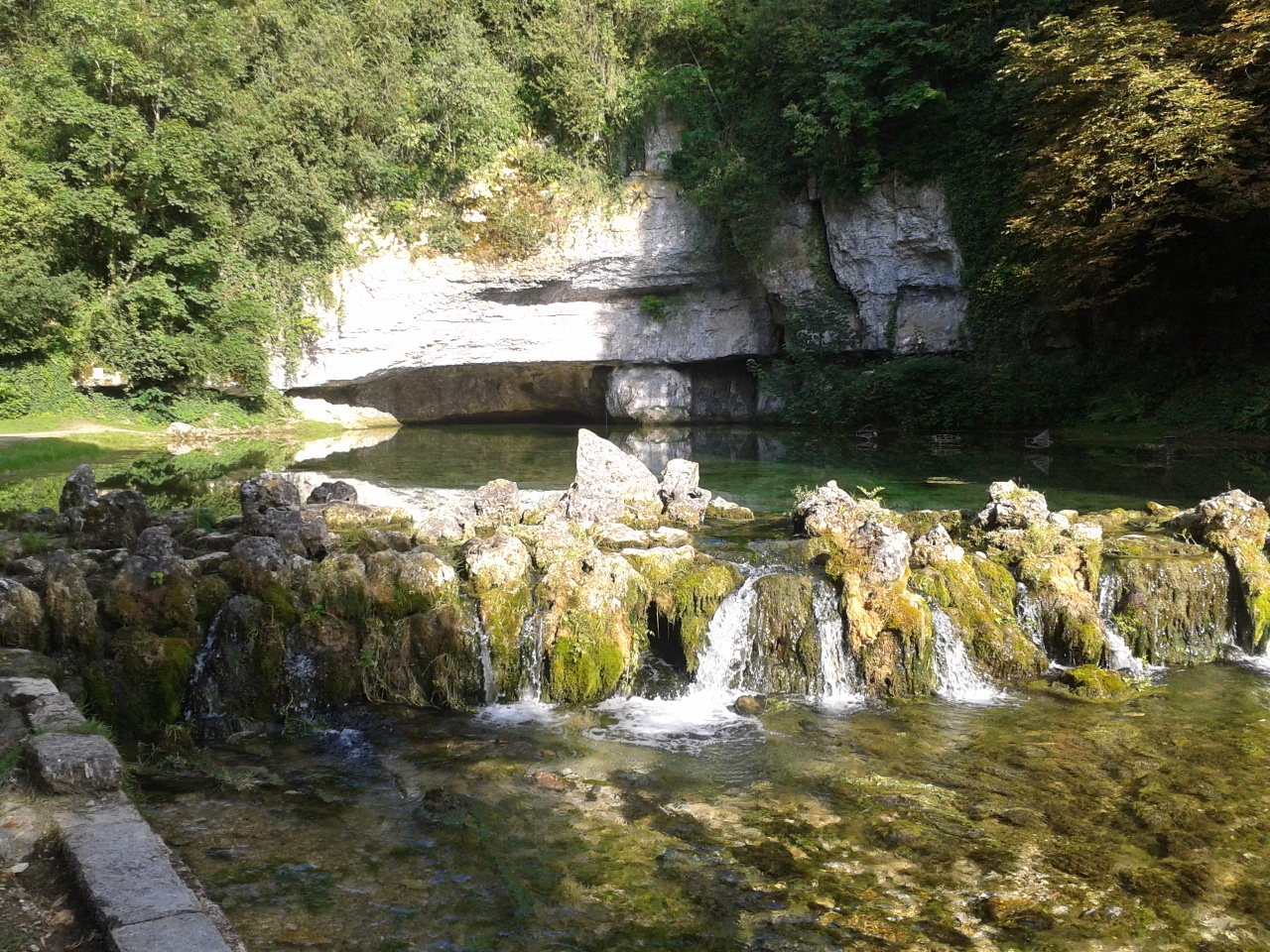
Résurgence de la Douix.

Des vestiges des remparts unifiés et renforcés au XVIIe siècle subsistent en certains points :
- dans le quartier du Bourg, la Porte dijonnaise qui donnait accès à la route de Dijon est une propriété privée ainsi que la tour Saint-Christophe (ou tour Royale), un bastion avec son échauguette subsiste à l'angle du clos Lanson ainsi qu’une échauguette du XVIIe siècle à l'extrémité sud de la rue du Bourg-à-Mont ;
- dans le quartier de Chaumont, la tour de Cérilly transformée vers 1790 en habitation est une propriété privée ainsi que le bastion du Petit-Haut avec son échauguette. Il subsiste un pan de mur de la porte Saint-Antoine avec la niche d'une statue détruite en 1884, des restes de bastions inclus dans des propriétés de la rue Marmont et une tour en fer-à-cheval dans le parc du château.

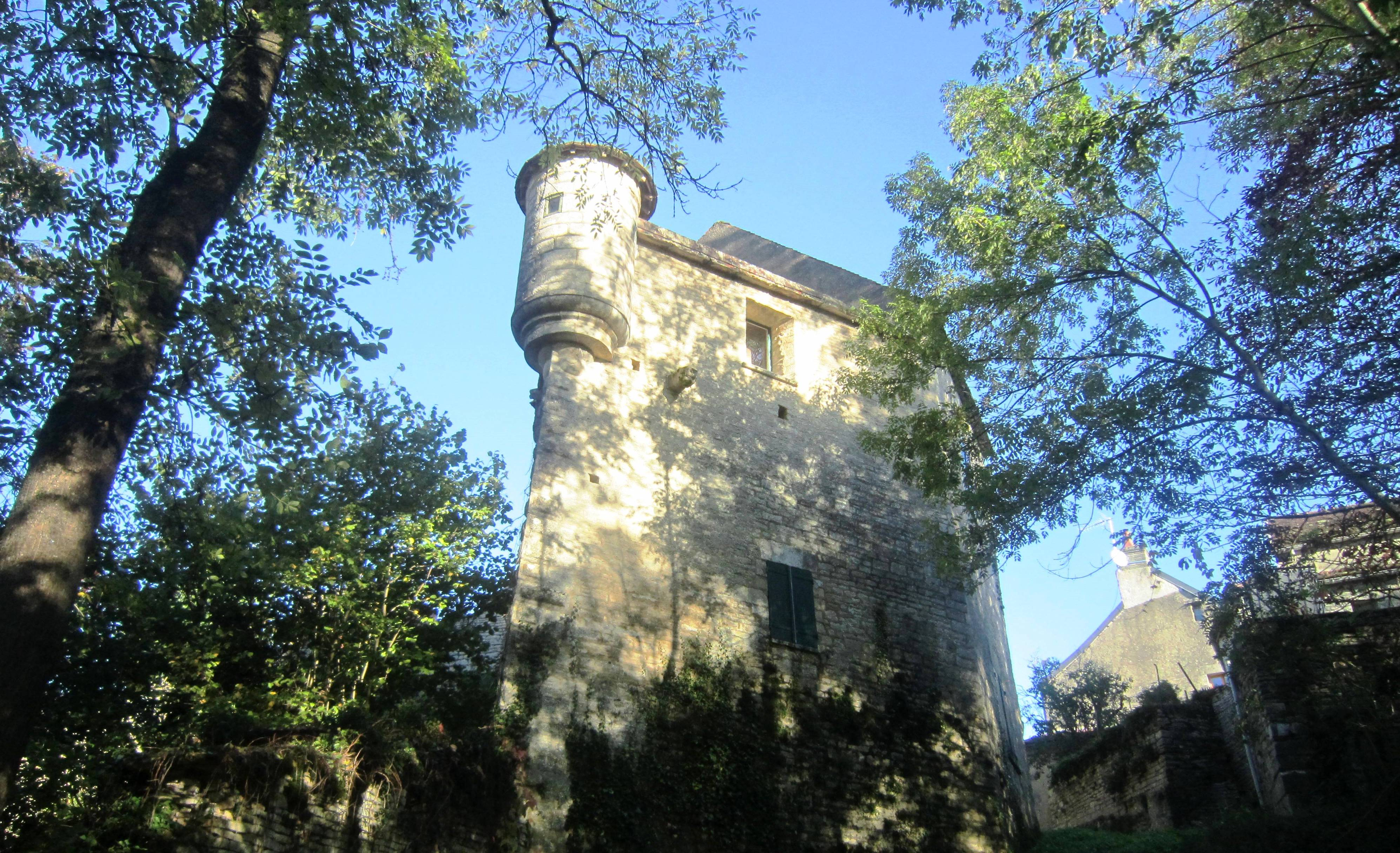
Bastion du Petit-Haut.
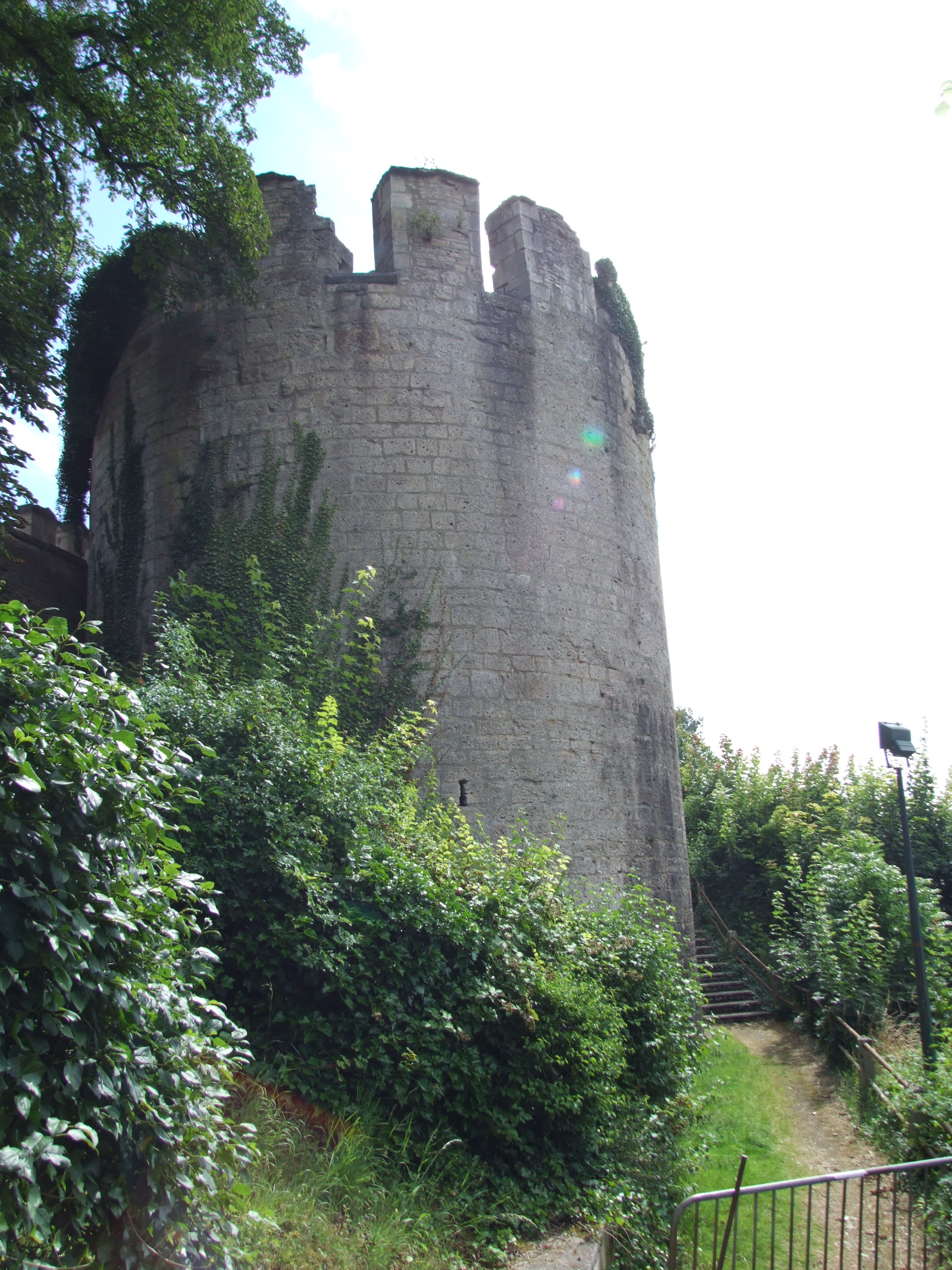
Tour de Gissey.
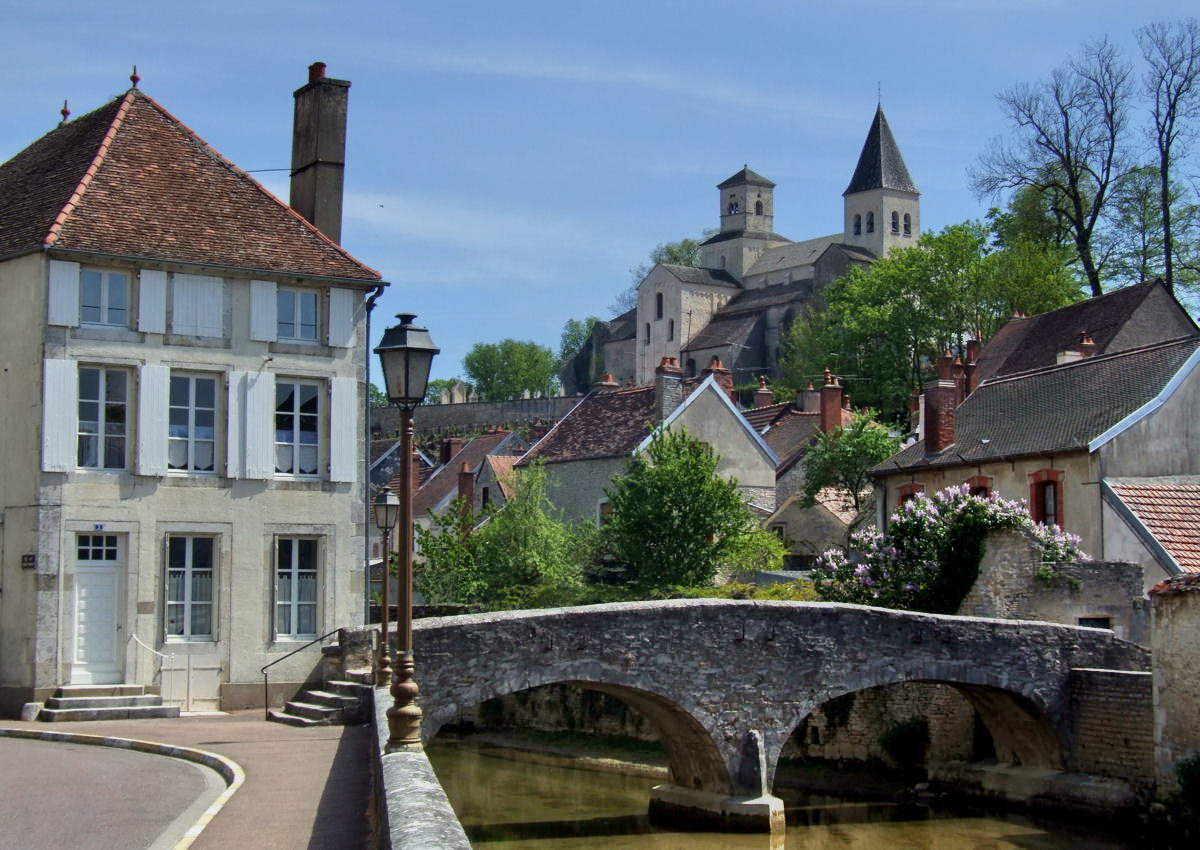
Pont du Perthuis-au-Loup avec l’église Saint-Vorles en arrière-plan.
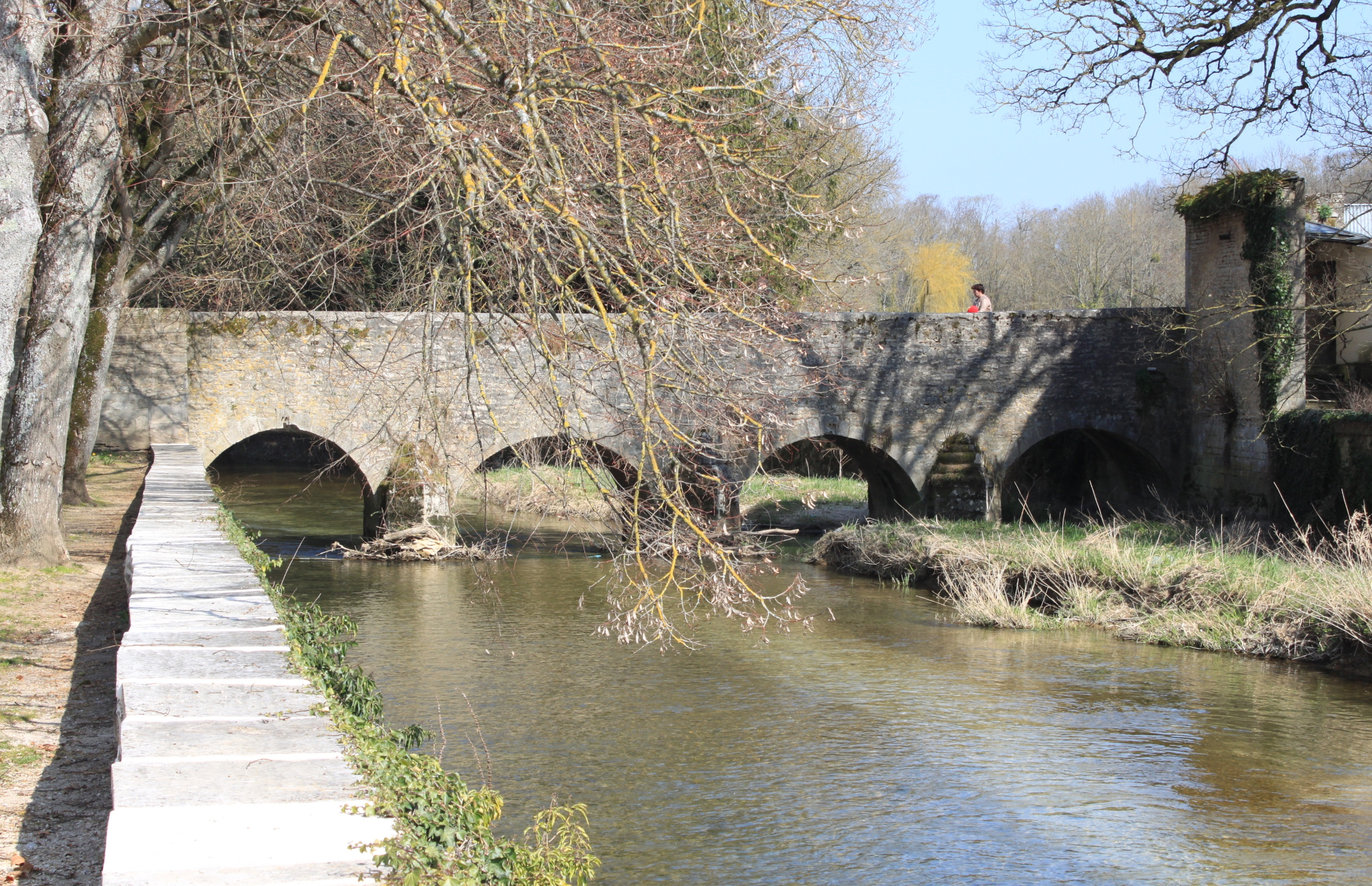
Pont des Boulangers.

À voir également :
- au départ des routes de Montbard et de Dijon, à la sortie sud de la ville, la chapelle Saint-Thibault[71], vestige d'une commanderie templière du XIIe siècle passée aux Hospitaliers après 1312 ;
- dans la boucle de la Seine, le château du Petit-Versailles qui accueille l'Institut mécico-éducatif[72].
- dans le quartier des Ursulines plusieurs arcs, vestiges de l'ancien lycée de Châtillon victime d'un incendie dans la nuit du 11 au 12 octobre 1992. Cet établissement dont l'origine remontait au Moyen Âge est associé à partir de 1670 à un hôpital créé par l'abbé Guiotte. Celui-ci est transféré dans les locaux de l'ancienne abbaye Notre-Dame dès 1806 alors que le lycée reste sur ce site jusqu'en 1970.

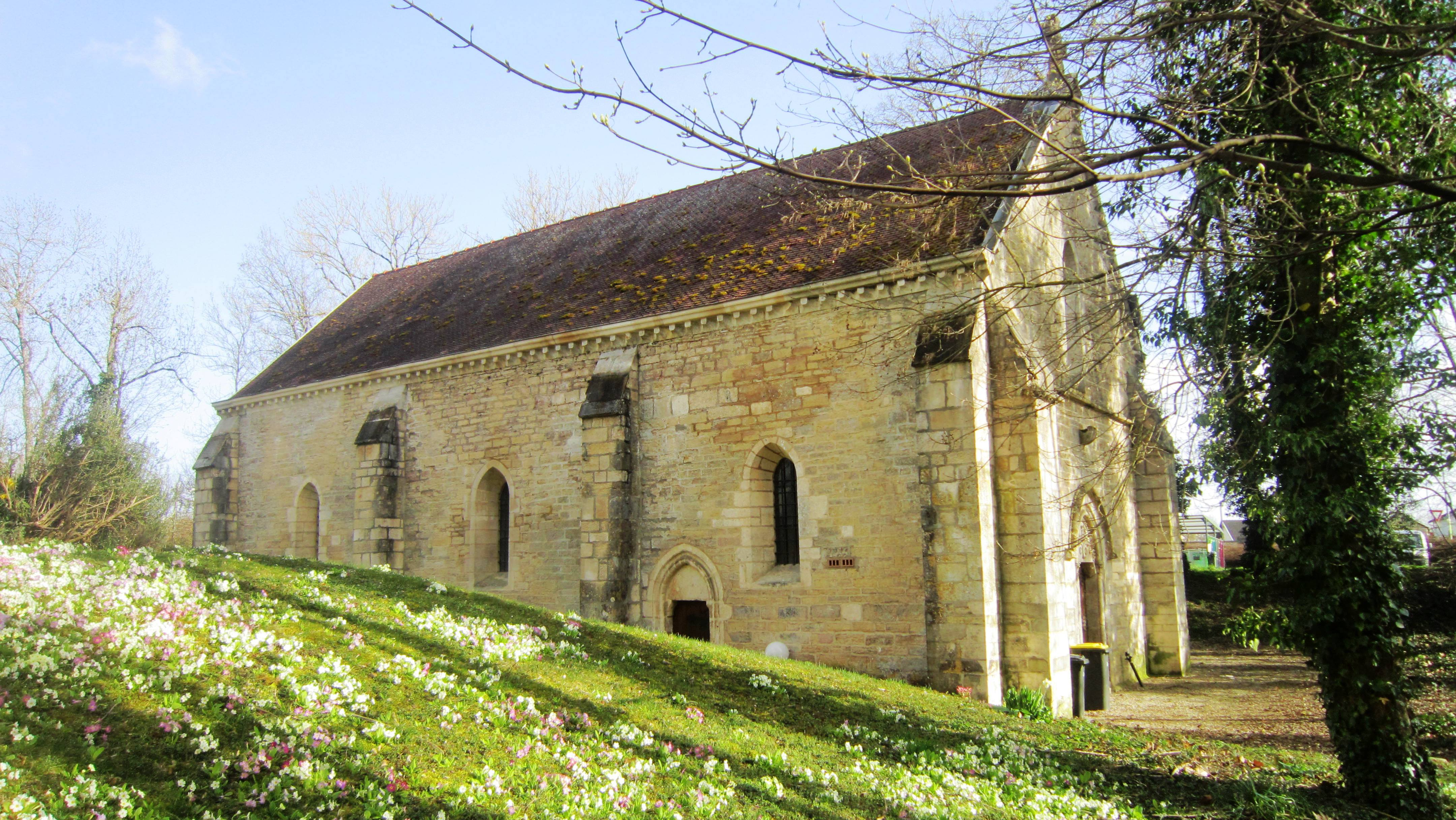
Chapelle Saint-Thibault.
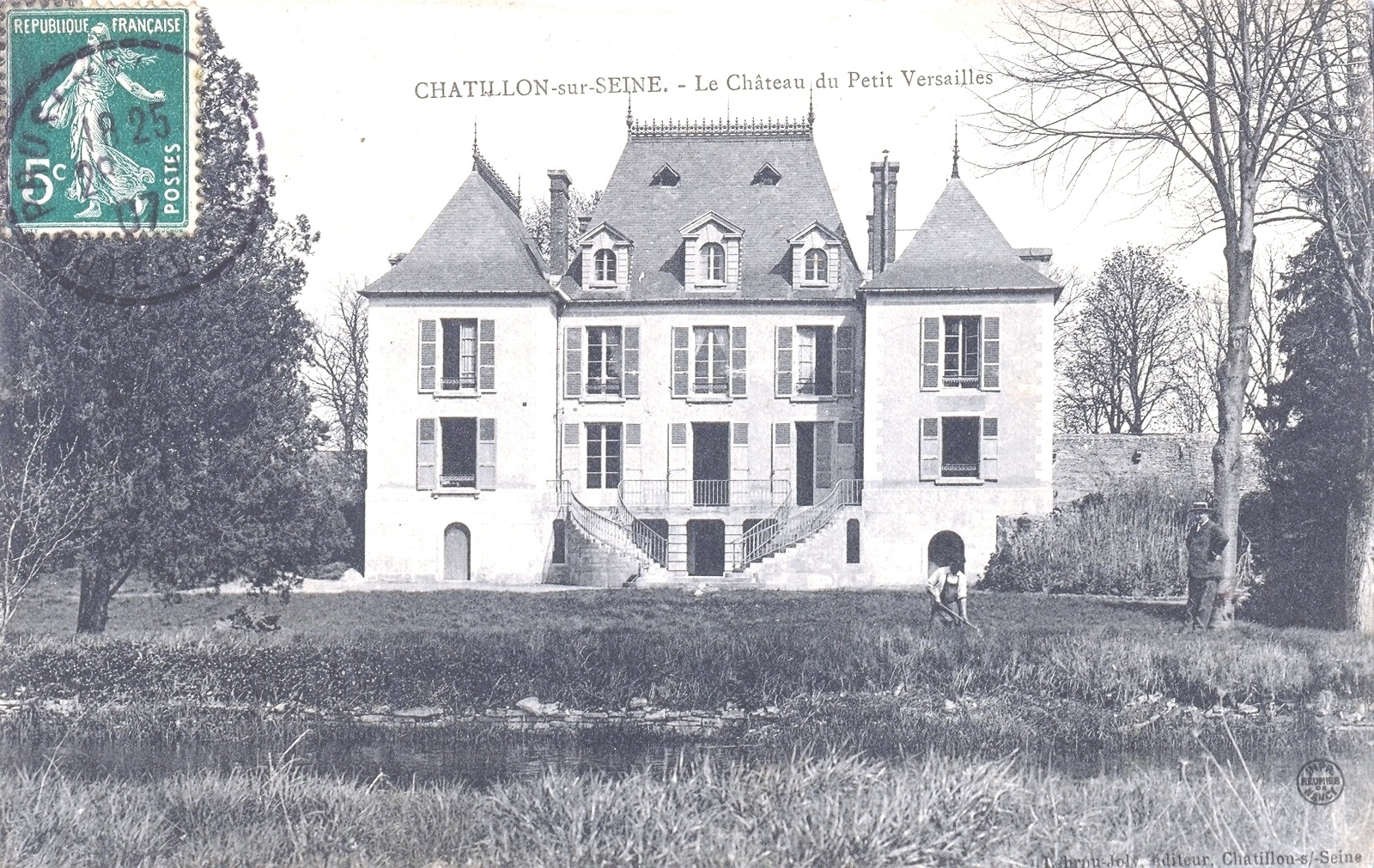
Château du Petit Versailles (ouest).
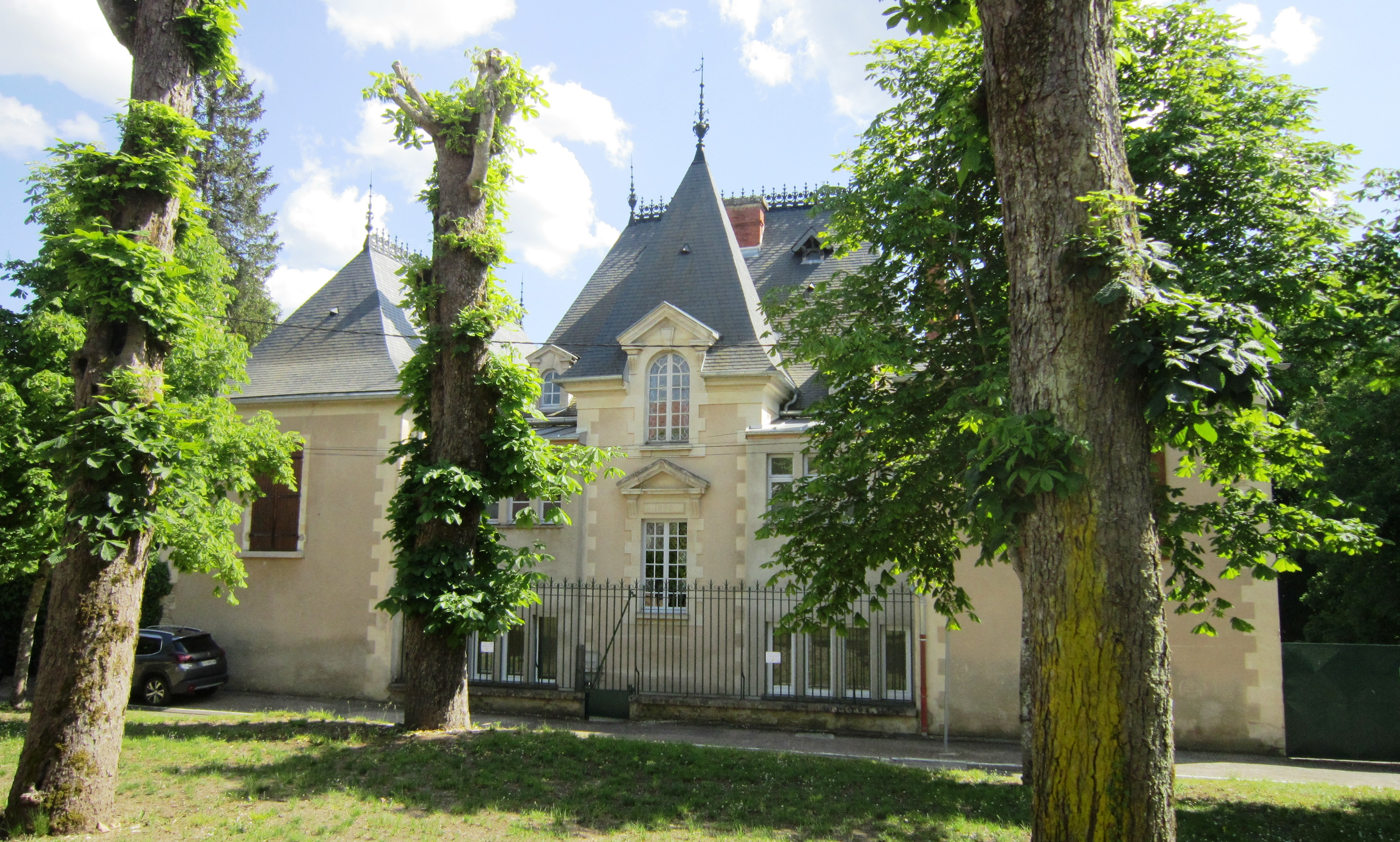
Château du Petit Versailles (est)
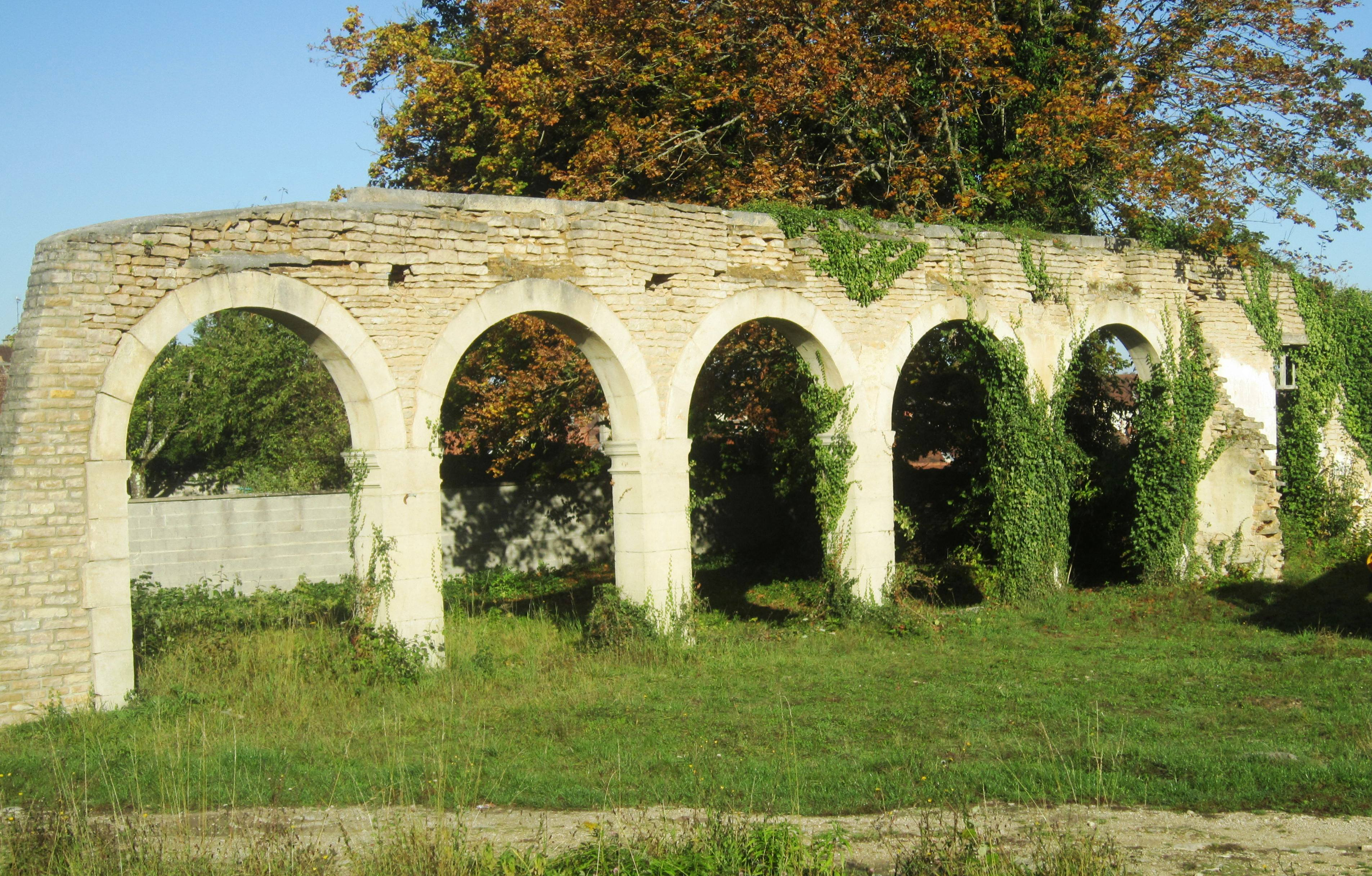
Vestiges du lycée (XVIIe) dans le quartier des Ursulines.

### Personnalités liées à la commune
Châtillon dispose depuis le Moyen Âge sur les hauteurs de Chaumont d'un lycée. Celui-ci est associé à un hôpital de 1670 à 1806, date à laquelle l'hospice est relocalisé dans l'ancienne abbaye Notre-Dame. Véritable centre culturel régional, le lycée, reconstruit dans la partie basse de la ville en 1970, a formé, retenu ou attiré des générations de personnalités diverses.

### Héraldique

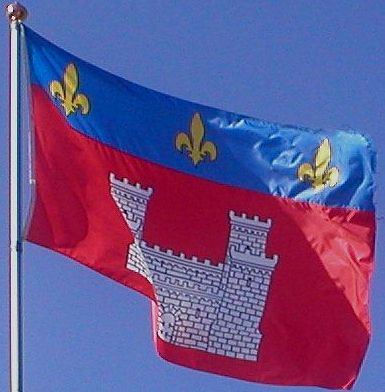
Le fanion de la ville.

| Blason de Châtillon-sur-Seine | Blason  | De gueules au château en perspective de quatre tours d'argent, maçonné de sable, au chef cousu d'azur chargé de trois fleurs de lys d'or. |
| Blason de Châtillon-sur-Seine | Détails | Le statut officiel du blason reste à déterminer.                                                                                          |

## Pour approfondir